# Группа армий «Центр»
Гру́ппа а́рмий «Центр» (нем. Heeresgruppe Mitte) — оперативно-стратегическое объединение войск вермахта во время Второй мировой войны, самая мощная из трёх групп армий нацистской Германии, сосредоточенных для нападения на СССР по плану «Барбаросса». Нанесла поражение советскому Западному фронту в Белостокско-Минском сражении и Смоленском сражении.

## История
Группа армий «Центр» развёртывалась на центральном участке наступления немецких войск против Советского Союза. По первоначальному плану должна была разгромить советские войска в Белоруссии, затем наступать на Москву.
К вечеру 24 июня 1941 года штаб группы армий «Центр» в своём боевом донесении сообщал: 

«Оценка обстановки: Данные авиаразведки и характер боёв позволяют установить, что в котле Белосток, Волковыск ещё находятся значительные силы противника, которые разделились на отдельные группы и в большинстве своём сильно потрёпаны. Уже два дня противник, подвергавшийся воздействию со стороны нашей авиации, отходит в восточном направлении. Он производит атаки во все стороны с целью облегчить своё положение. Из этих атак наиболее значительная ведется с полудня в районе юго-западнее и южнее Гродно. Со взятием переправ через реку Шара у Слонима противнику отрезан важнейший путь отхода на восток».— Лейтенант Старновский. Гл.79.
10 июля 1941 года войска группы армий «Центр» силами 2-й танковой группы из района Шклова и 3-й танковой группы из района Витебска нанесли два мощных удара в направлении Ельни и Духовщины, стремясь окружить большую группировку советских войск в районе Смоленска. Началось грандиозное Смоленское сражение.
30 июля 1941 года перешла к обороне после решения Гитлера остановить наступление на Москву и повернуть танковую группу Гудериана на Киев. Танковая группа Гота была направлена на север, в направлении Ленинграда.
После окончания боёв за Киев (30 сентября) армия возобновила наступление на Москву.
1 октября 1941 года в рамках операции «Тайфун» 2-я танковая группа Гудериана группы армий «Центр» прорвала на своём центральном участке оборону 13-й армии Брянского фронта А. И. Ерёменко на всю глубину и продвинулась на 60 км. 1 октября 24-й мотокорпус занял Севск.
Из-за сопротивления советских войск, неподготовленности к действиям при низких температурах, была остановлена на ближних подступах к советской столице и потерпела тяжёлое поражение (см. Московская битва).
8 января 1942 года без оперативной паузы после контрнаступления началась Ржевско-Вяземская операция — завершающий период битвы под Москвой.
В операции участвовали Калининский, Западный при содействии Северо-Западного и Брянского фронтов. Цель её состояла в том, чтобы разгромить главные силы группы армий «Центр».
В июле 1942 года успешно провела операцию «Зейдлиц», в которой были разгромлены и фактически перестали существовать советские 39-я армия и 11-й кавалерийский корпус.
В 1943 году в ходе операции «Цитадель» вела неудачное наступление на северном фасе Курской дуги.
Летом 1944 года была разгромлена в Белоруссии (см. Операция «Багратион»).
26 января 1945 переименована в Группу армий «Север». В свою очередь, название Группа армий «Центр» перешло Группе армий «А» (командующий — генерал-полковник Фердинанд Шёрнер).

## Командующие
- генерал-фельдмаршал Федор фон Бок (лето 1940 г. — 18.12.1941)
- генерал-фельдмаршал Гюнтер фон Клюге (19.12.1941 — 28.10.1943)
- генерал-фельдмаршал Эрнст Буш (29.10.1943 — 27.6.1944)
- генерал-фельдмаршал Вальтер Модель (28.6.1944 — 16.8.1944)
- генерал-полковник Георг Райнхардт (17.8.1944 — 17.1.1945)
- генерал-фельдмаршал Фердинанд Шёрнер (18.1.1945 — 8.5.1945)

## Состав

### 21 июня 1941
| - Резерв: - LIII армейский корпус: - 293-я пехотная дивизия - 1/,2/,3/510-й пехотный полк - 1/,2/,3/511-й пехотный полк - 1/,2/,3/512-й пехотный полк - 1/,2/,3/,4/293-й артиллерийский полк - 293-й разведывательный батальон - 293-й противотанковый дивизион - 293-й батальон связи - 293-й пионерный батальон - Подразделения поддержки 293-й дивизии (Einheiten) - 2-я танковая группа — генерал-полковник Гейнц Гудериан - Резерв: - 255-я пехотная дивизия - 1/,2/,3/455-й пехотный полк - 1/,2/,3/465-й пехотный полк - 1/,2/,3/475-й пехотный полк - 1/,2/,3/,4/255-й артиллерийский полк - 255-й разведывательный батальон - 255-й противотанковый дивизион - 255-й пионерский батальон - 255-й батальон связи - 255-е подразделение поддержки дивизии (Einheiten) - XII армейский корпус: - 31-я пехотная дивизия - 1/,2/,3/12-й пехотный полк - 1/,2/,3/17-й пехотный полк - 1/,2/,3/82-й пехотный полк - 1/,2/,3/31-й артиллерийский полк - 1/67-й артиллерийский полк - 31-й разведывательный батальон - 31-й противотанковый дивизион - 31-й пионерский батальон - 31-й батальон связи - Подразделения поддержки 31-й дивизии (Einheiten) - 34-я пехотная дивизия - 1/,2/,3/80-й пехотный полк - 1/,2/,3/253-й пехотный полк - 1/,2/,3/107-й пехотный полк - 1/,3/34-й артиллерийский полк - 1/70-й артиллерийский полк - 34-й разведывательный батальон - 34-й противотанковый дивизион - 34-й пионерский батальон - 34-й батальон связи - Подразделения поддержки 34-й дивизии (Einheiten) - 45-я пехотная дивизия - 1/,2/,3/130-й пехотный полк - 1/,2/,3/133-й пехотный полк - 1/,2/,3/135-й пехотный полк - 1/,2/,3/98-й артиллерийский полк - 1/99-й артиллерийский полк - 65-й батальон связи - 81-й пионерный батальон - 45-й разведывательный батальон - 45-й противотанковый дивизион - Подразделения поддержки 45-й дивизии (Einheiten) - XXIV моторизованный корпус: - 3-я танковая дивизия - 1/,2/,3/6-й танковый полк - 3-я моторизованная бригада - 1/,2/3-й моторизованный полк - 1/,2/394-й моторизованный полк - 3-й мотоциклетный батальон - 75-й артиллерийский полк - 1-й разведывательный батальон - 543-й противотанковый дивизион - 39-й пионерский батальон - 39-й батальон связи - Подразделения поддержки 83-й дивизии (Einheiten) - 4-я танковая дивизия - 1/,2/35-й танковый полк - 4-я моторизованная бригада - 1/,2/12-й моторизованный полк - 1/,2/33-й моторизованный полк - 34-й мотоциклетный батальон - 103-й артиллерийский полк - 7-й разведывательный батальон - 49-й противотанковый дивизион - 79-й пионерский батальон - 79-й батальон связи - Подразделения поддержки 84-й дивизии (Einheiten) - 10-я моторизованная дивизия - 1/,2/,3/20-й моторизованный полк - 1/,2/,3/41-й моторизованный полк - 40-й мотоциклетный батальон - 1/,2/,3/10-й артиллерийский полк - 10-й разведывательный батальон - 10-й противотанковый дивизион - 10-й пионерский батальон - 10-й батальон связи - Подразделения поддержки 10-й дивизии (Einheiten) - 267-я пехотная дивизия - 1/,2/,3/467-й пехотный полк - 1/,2/,3/487-й пехотный полк - 1/,2/,3/497-й пехотный полк - 1/,2/,3/,4/267-й артиллерийский полк - 267-й разведывательный батальон - 267-й противотанковый дивизион - 267-й пионерский батальон - 267-й батальон связи - Подразделение поддержки 267-й дивизии - 1-я кавалерийская дивизия - 1/,2/1-я кавалерийская бригада - 1/,2/2-я кавалерийская бригада - 1/,2/22-я кавалерийская бригада - 21-й кавалерийский полк - 1-й конноартиллерийский полк - 1-й велосипедный батальон - 40-й противотанковый дивизион - 40-й моторизованный пионерский батальон - 86-й моторизованный батальон связи - Подразделения поддержки 40-й дивизии (Einheiten) - XLVI моторизованный корпус: - 10-я танковая дивизия - 1/,2/7-й танковые полки - 10-я моторизованная бригада - 1/,2/69-й моторизованный полк - 1/,2/86-й моторизованный полк - 10-й мотоциклетный батальон - 90-й артиллерийский полк - 90-й разведывательный батальон - 90-й противотанковый дивизион - 49-й пионерский батальон - 90-й батальон связи - Подразделения поддержки 90-й дивизии (Einheiten) - Дивизия СС «Рейх» - 1/,2/,3/Моторизованный полк СС «Дойчланд» - 1/,2/,3/Моторизованный полк СС «Фюрер» - 1/,2/,3/,11-й пехотный полк СС - Зенитный батальон СС «Рейх» - Мотоциклетный батальон СС «Рейх» - Разведывательный батальон СС «Рейх» - 1/,2/,3/ артиллерийский полк СС «Рейх» - противотанковый дивизион СС «Рейх» - пионерский батальон СС «Рейх» - батальон связи СС «Рейх» - Подразделения поддержки дивизии СС «Рейх»» (Einheiten) - Моторизованный полк «Великая Германия» - 1-5-й батальоны - 400-й артиллерийский батальон - 400-й поезд снабжения - XLVII моторизованный корпус: - 17-я танковая дивизия - 1/,2/,3/39-й танковый полк - 17-я моторизованная бригада - 1/,2/40-й моторизованный полк - 1/,2/63-й моторизованный полк - 17-й мотоциклетный батальон - 27-й артиллерийский полк - 27-й разведывательный батальон - 27-й противотанковый дивизион - 27-й пионерский батальон - 27-й батальон связи - Подразделения поддержки 27-й дивизии (Einheiten) - 18-я танковая дивизия - 1/,2/,3/18-й танковый полк - 18-я моторизованная бригада - 1/,2/52-й моторизованный полк - 1/,2/101-й моторизованный полк - 18-й мотоциклетный батальон - 88-й артиллерийский полк - 88-й разведывательный батальон - 88-й противотанковый дивизион - 98-й пионерский батальон - 88-й батальон связи - Подразделения поддержки 88-й дивизии (Einheiten) - 29-я моторизованная дивизия - 1/,2/,3/15-й моторизованный полк - 1/,2/,3/71-й моторизованный полк - 29-й мотоциклетный батальон - 1/,2/,3/29-й артиллерийский полк - 29-й разведывательный батальон - 29-й противотанковый дивизион - 29-й пионерский батальон - 29-й батальон связи - Подразделения поддержки 29-й дивизии (Einheiten) - 167-я пехотная дивизия - 1/,2/,3/315-й пехотный полк - 1/,2/,3/331-й пехотный полк - 1/,2/,3/339-й пехотный полк - 1/,2/,3/238-й артиллерийский полк - 238-й разведывательный батальон - 238-й противотанковый дивизион - 238-й пионерский батальон - 238-й батальон связи - Подразделения поддержки 238-й дивизии (Einheiten) - 4-я армия — генерал-фельдмаршал Гюнтер фон Клюге: - Резерв: - 286-я охранная дивизия - 1/,2/,3/354-й (усиленный) пехотный полк - 2/213-й артиллерийский полк (3 батальона) - 704-й вахтенный батальон - Подразделения поддержки 354-й дивизии (Einheiten) - Штаб/61-й ландесшютный полк - VII армейский корпус: - 7-я пехотная дивизия - 1/,3/19-й пехотный полк «Лист» - 1/,3/61-й пехотный полк - 1/,2/62-й пехотный полк - 1/,2/,3/7-й артиллерийский полк - 1/43-й артиллерийский полк - 7-й разведывательный батальон - 7-й противотанковый дивизион - 7-й пионерский батальон - 7-й батальон связи - Подразделения поддержки 7-й дивизии (Einheiten) - 23-я пехотная дивизия - 1/,2/,3/9-й пехотный полк - 1/,2/,3/67-й пехотный полк - 1/,2/,3/68-й пехотный полк - 1/,2/,3/29-й артиллерийский полк - 1/59-й артиллерийский полк - 23-й разведывательный батальон - 23-й противотанковый дивизион - 23-й пионерский батальон - 23-й батальон связи - Подразделения поддержки 23-й дивизии (Einheiten) - 258-я пехотная дивизия - 1/,2/,3/458-й пехотный полк - 1/,2/,3/478-й пехотный полк - 1/,2/,3/479-й пехотный полк - 1/,2/,3/,4/258-й артиллерийский полк - 258-й разведывательный батальон - 258-й противотанковый дивизион - 258-й пионерский батальон - 258-й батальон связи - Подразделения поддержки 258-й дивизии (Einheiten) - 268-я пехотная дивизия - 1/,2/,3/468-й пехотный полк - 1/,2/,3/488-й пехотный полк - 1/,2/,3/499-й пехотный полк - 1/,2/,3/,4/268-й артиллерийский полк - 268-й разведывательный батальон - 268-й противотанковый дивизион - 268-й пионерский батальон - 268-й батальон связи - Подразделения поддержки дивизии (Einheiten) - 221-я охранная дивизия - 1/,2/,3/350-й пехотный полк (усиленный) - 701-й вахтенный батальон - 221-е административные войска - Штаб/45-й полк сухопутной обороны - 824-й дивизионный батальон связи - IX армейский корпус: - 137-я пехотная дивизия - 1/,2/,3/447-й пехотный полк - 1/,2/,3/448-й пехотный полк - 1/,2/,3/449-й пехотный полк - 1/,2/,3/,4/137-й артиллерийский полк - 137-й разведывательный батальон - 137-й противотанковый дивизион - 137-й пионерский батальон - 137-й батальон связи - Подразделения поддержки 137-й дивизии (Einheiten) - 263-я пехотная дивизия - 1/,2/,3/463-й пехотный полк - 1/,2/,3/483-й пехотный полк - 1/,2/,3/485-й пехотный полк - 1/,2/,3/,4/263-й артиллерийский полк - 263-й разведывательный батальон - 263-й противотанковый дивизион - 263-й пионерский батальон - 263-й батальон связи - 263-я группа поддержки дивизии (Einheiten) - 292-я пехотная дивизия - 1/,2/,3/507-й пехотный полк - 1/,2/,3/508-й пехотный полк - 1/,2/,3/509-й пехотный полк - 1/,2/,3/,4/Артиллерийский полк - 292-й разведывательный батальон - Противотанковая рота - Велосипедный эскадрон - 292-й пионерский батальон - 292-й батальон связи - Подразделения поддержки 292-й дивизии (Einheiten), с - XIII армейский корпус: - 17-я пехотная дивизия - 1/,2/,3/21-й пехотный полк - 1/,2/,3/55-й пехотный полк - 1/,2/,3/95-й пехотный полк - 1/,2/,3/17-й артиллерийский полк - 1/53-й артиллерийский полк - 17-й разведывательный батальон - 17-й противотанковый дивизион - 17-й пионерский батальон - 17-й батальон связи - Подразделения поддержки 17-й дивизии (Einheiten) - 78-я пехотная дивизия - 1/,2/,3/195-й пехотный полк - 1/,2/,3/215-й пехотный полк - 1/,2/,3/238-й пехотный полк - 1/,2/,3/,4/178-й артиллерийский полк - 178-й разведывательный батальон - 178-й противотанковый дивизион - 178-й пионерский батальон - 178-й батальон связи - Подразделения поддержки 178-й дивизии (Einheiten) - XLIII армейский корпус: - 131-я пехотная дивизия - 1/,2/,3/431-й пехотный полк - 1/,2/,3/432-й пехотный полк - 1/,2/,3/434-й пехотный полк - 1/,2/,3/,4/131-й артиллерийский полк - 131-й разведывательный батальон - 131-й противотанковый дивизион - 131-й пионерский батальон - 131-й батальон связи - Подразделения поддержки 131-й дивизии (Einheiten) - 134-я пехотная дивизия - 1/,2/,3/439-й пехотный полк - 1/,2/,3/445-й пехотный полк - 1/,2/,3/446-й пехотный полк - 1/,2/,3/,4/134-й артиллерийский полк - Разведывательный батальон - 134-й противотанковый дивизион - 134-й пионерский батальон - 134-й батальон связи - Подразделения поддержки 134-й дивизии (Einheiten) - 252-я пехотная дивизия - 1/,2/,3/452-й пехотный полк - 1/,2/,3/461-й пехотный полк - 1/,2/,3/472-й пехотный полк Полк - 1/,2/,3/,4/252-й артиллерийский полк - 252-й разведывательный батальон - 252-й противотанковый дивизион - 252-й пионерский батальон - 252-й батальон связи - Подразделения поддержки дивизии (Einheiten) | - 9-я армия — генерал-полковник Адольф Штраус: - Резерв: - 403-я охранная дивизия - 1/,2/,3/406-й охранный полк - 3/213-й артиллерийский батальон - Misc. Подразделения поддержки - VIII армейский корпус: - 8-я пехотная дивизия - 1/,2/,3/28-й пехотный полк - 1/,2/,3/38-й пехотный полк - 1/,2/,3/84-й пехотный полк - 1/,2/,3/8-й артиллерийский полк - 1/44-й артиллерийский полк - 8-й разведывательный батальон - 8-й противотанковый дивизион - 8-й пионерский батальон - 8-й батальон связи - Подразделения поддержки 8-й дивизии (Einheiten) - 28-я пехотная дивизия - 1/,2/,3/7-й пехотный полк - 1/,2/,3/49-й пехотный полк - 1/,2/,3/83-й пехотный полк - 1/,2/,3/28-й артиллерийский полк - 1/64-й артиллерийский полк - 28-й разведывательный батальон - 28-й противотанковый дивизион - 28-й пионерский батальон - 28-й батальон связи - Подразделения поддержки 28-й дивизии (Einheiten) - 161-я пехотная дивизия - 1/,2/,3/336-й пехотный полк - 1/,2/,3/364-й пехотный полк - 1/,2/,3/371-й пехотный полк - 1/,2/,3/,4/241-й артиллерийский полк - 241-й разведывательный батальон - 241-й противотанковый дивизион - 241-й пионерский батальон - 241-й батальон связи - Подразделения поддержки 241-й дивизии (Einheiten) - XX армейский корпус: - 162-я пехотная дивизия - 2/,3/303-й пехотный полк - 2/,3/314-й пехотный полк - 1/,2/,3/329-й пехотный полк - 1/,2/,3/,4/236-й артиллерийский полк - 236-й разведывательный батальон - 236-й противотанковый дивизион - 236-й пионерский батальон - 236-й батальон связи - Подразделения поддержки 236-й дивизии (Einheiten) - 256-я пехотная дивизия - 1/,2/,3/456-й пехотный полк - 1/,2/,3/476-й пехотный полк - 1/,2/,3/481-й пехотный полк - 1/,2/,3/,4/256-й артиллерийский полк - 256-й разведывательный батальон - 256-й противотанковый дивизион - 256-й пионерский батальон - 256-й батальон связи - 256-е подразделение поддержки дивизии (Einheiten) - XLII армейский корпус: - 87-я пехотная дивизия - 1/,3/173-й пехотный полк - 1/,2/,3/185-й пехотный полк - 1/,2/,3/187-й пехотный полк - 1/,2/,3/,4/187-й артиллерийский полк - 187-й разведывательный батальон - 187-й противотанковый дивизион - 187-й пионерский батальон - 187-й батальон связи - Подразделения поддержки 187-й дивизии (Einheiten) - 102-я пехотная дивизия - 1/,2/,3/232-й пехотный полк - 1/,2/,3/233-й пехотный полк - 1/,2/,3/235-й пехотный полк - 1/,2/,3/,4/104-й артиллерийский полк - 102-й разведывательный батальон - 102-й противотанковый дивизион - 102-й пионерский батальон - 102-й батальон связи - Подразделения поддержки 102-й дивизии (Einheiten) - 129-я пехотная дивизия - 1/,2/,3/427-й пехотный полк - 1/,2/,3/428-й пехотный полк - 1/,2/,3/429-й пехотный полк - 1/,2/,3/,4/129-й артиллерийский полк - 129-й разведывательный батальон - 129-й противотанковый дивизион - 129-й пионерский батальон - 129-й батальон связи - Подразделения поддержки 129-й дивизии (Einheiten) - 3-я танковая группа— генерал-полковник Герман Гот: - V армейский корпус: - 5-я пехотная дивизия - 1/,2/,3/14-й пехотный полк - 1/,2/,3/56-й пехотный полк - 1/,2/,3/75-й пехотный полк - 1/,2/,3/41-й артиллерийский полк - 5-й разведывательный батальон - 5-й противотанковый дивизион - 5-й пионерский батальон - 5-й батальон связи - Подразделения поддержки 5-й дивизии (Einheiten) - 35-я пехотная дивизия - 1/,2/,3/34-й пехотный полк - 1/,2/,3/109-й пехотный полк - 1/,2/,3/111-й пехотный полк - 1/,2/,3/35-й артиллерийский полк - 1/71-й артиллерийский полк - 35-й разведывательный батальон - 35-й противотанковый дивизион - 35-й пионерский батальон - 35-й батальон связи - Подразделения поддержки 35-й дивизии (Einheiten) - VI армейский корпус: - 6-я пехотная дивизия - 1/,2/,3/18-й пехотный полк - 1/,2/,3/37-й пехотный полк - 1/,2/,3/58-й пехотный полк - 1/,2/,3/6-й артиллерийский полк - 1/42-й артиллерийский полк - 6-й разведывательный батальон - 6-й противотанковый дивизион - 6-й пионерский батальон - 6-й батальон связи - Подразделения поддержки 6-й дивизии (Einheiten) - 26-я пехотная дивизия - 1/,2/,3/39-й пехотный полк - 1/,2/,3/77-й пехотный полк - 1/,2/,3/78-й пехотный полк - 1/,2/,3/,26-й артиллерийский полк - 1/62-й артиллерийский полк - 26-й разведывательный батальон - 26-й противотанковый дивизион - 26-й пионерский батальон - 26-й батальон связи - Подразделения поддержки 26-й дивизии (Einheiten) - XXXIX моторизованный корпус - 7-я танковая дивизия - 1/,2/,3/25-й танковый полк - 7-я моторизованная бригада - 1/,2/6-й моторизованный полк - 1/,2/7-й моторизованный полк - 7-й мотоциклетный батальон - 78-й артиллерийский полк - 37-й разведывательный батальон - 42-й противотанковый дивизион - 58-й пионерский батальон - 83-й батальон связи - Подразделения поддержки 58-й дивизии (Einheiten) - 20-я танковая дивизия - 1/,2/,3/21-й танковый полк - 20-я моторизованная бригада - 1/,2/59-й моторизованный полк - 1/,2/112-й моторизованный полк - 20-й мотоциклетный батальон - 92-й артиллерийский полк - 92-й разведывательный батальон - 92-й противотанковый дивизион - 92-й пионерский батальон - 92-й батальон связи - Подразделения поддержки 92-й дивизии (Einheiten) - 14-я моторизованная дивизия - 1/,2/,3/11-й моторизованный полк - 1/,2/,3/53-й моторизованный полк - 54-й мотоциклетный батальон - 1/,2/,3/14-й артиллерийский полк - 14-й разведывательный батальон - 14-й противотанковый дивизион - 14-й пионерский батальон - 14-й батальон связи - Подразделения поддержки 14-й дивизии (Einheiten) - 20-я моторизованная дивизия - 1/,2/,3/76-й моторизованный полк - 1/,2/,3/90-й моторизованный полк - 1/,2/,3/20-й артиллерийский полк - 30-й мотоциклетный батальон - 20-й разведывательный батальон - 20-й противотанковый дивизион - 20-й пионерский батальон - 20-й батальон связи - Подразделения поддержки 20-й дивизии (Einheiten) - LVII моторизованный корпус: - 12-я танковая дивизия - 1/,2/,3/29-й танковый полк - 12-я бригада «Шютцен - 1/,2/5-й моторизованный полк - 1/,2/25-й моторизованный полк - 22-й мотоциклетный батальон - 2-й артиллерийский полк - 2-й разведывательный батальон - 2-й противотанковый дивизион - 32-й пионерский батальон - 2-й батальон связи - Подразделения поддержки 2-й дивизии (Einheiten) - 18-я танковая дивизия - 1/,2/18-й танковые полки - 18-я моторизованная бригада - 1/,2/52-й моторизованный полк - 1/,2/101-й моторизованный полк - 18-й мотоциклетный батальон - 88-й артиллерийский полк - 88-й разведывательный батальон - 88-й противотанковый дивизион - 98-й пионерский батальон - 88-й батальон связи - Подразделения поддержки 88-й дивизии (Einheiten) - 19-я танковая дивизия - 1/,2/,3/27-й танковый полк - 19-я моторизованная бригада - 1/,2/73-й моторизованный полк - 1/,2/74-й моторизованный полк - 19-й мотоциклетный батальон - 19-й артиллерийский полк - 19-й разведывательный батальон - 19-й противотанковый дивизион - 19-й пионерский батальон - 19-й батальон связи - Подразделения поддержки 19-й дивизии (Einheiten) - 2-й воздушный флот — генерал-фельдмаршал Альберт Кессельринг |

### 22 июня 1941
На 22 июня 1941 общая численность — 1 453 000 солдат и офицеров (50 дивизий), 1700 танков, 900 самолётов, свыше 12 000 орудий.
На январь 1945 общая численность составляла менее 900 000 солдат и офицеров.
Пехотные дивизии танковых групп после первого дня войны были переподчинены штабам армий.

### 30 июня 1941
- 4-я полевая армия — генерал-фельдмаршал Гюнтер фон Клюге в составе:
  - 2-я танковая группа — генерал-полковник Гейнц Гудериан
  - 3-я танковая группа — генерал-полковник Герман Гот
- 2-я полевая армия — генерал-полковник Максимилиан фон Вейхс
- 9-я полевая армия — генерал-полковник Адольф Штраус

### 3 сентября 1941 года
| - 4-я армия - В распоряжении армии: - 162-я пехотная дивизия - 1/,2/,3/303-й пехотный полк - 1/,2/,3/314-й пехотный полк - 1/,2/,3/329-й пехотный полк - 1/,2/,3/236-й артиллерийский полк - 236-й противотанковый дивизион - 236-й разведывательный батальон - 236-й пионерский батальон - 236-й батальон связи - Подразделения поддержки 236-й дивизии (Einheiten) - LIII армейский корпус: - 52-я пехотная дивизия - 1/,2/,3/163-й пехотный полк - 1/,2/,3/181-й пехотный полк - 1/,2/,3/205-й пехотный полк - 1/,2/,3/,4/152-й артиллерийский полк - 152-й противотанковый дивизион - 152-й разведывательный батальон - 152-й пионерский батальон - 152-й батальон связи - Подразделения поддержки 152-й дивизии (Einheiten) - 252-я пехотная дивизия - 1/,2/,3/7-й пехотный полк - 1/,2/,3/461-й пехотный полк - 1/,2/,3/472-й пехотный полк - 1/,2/,3/,4/252-й артиллерийский полк - 252-й противотанковый дивизион - 252-й разведывательный батальон - 252-й пионерский батальон - 252-й батальон связи - Подразделение поддержки 252-й дивизии (Einheiten) - 2-я армия - XXV армейский корпус: - 45-я пехотная дивизия: - 1/,2/,3/130-й пехотный полк - 1/,2/,3/133-й пехотный полк - 1/,2/,3/135-й пехотный полк - 1/,2/,3/98-й артиллерийский полк - 1/99-й артиллерийский полк - 65-й батальон связи - 81-й разведывательный батальон - 81-й пионерский батальон - Подразделения поддержки 45-й дивизии (Einheiten) - 112-я пехотная дивизия: - 1/,2/,3/110-й пехотный полк - 1/,2/,3/256-й пехотный полк - 1/,2/,3/258-й пехотный полк - 1/,2/,3/,4/86-й артиллерийский полк - 112-й противотанковый дивизион - 112-й разведывательный батальон - 112-й пионерский батальон - 112-й батальон связи - Подразделения поддержки 112-й дивизии (Einheiten) - XIII армейский корпус: - 17-я пехотная дивизия: - 1/,2/,3/21-й пехотный полк - 1/,2/,3/55-й пехотный полк - 1/,2/,3/95-й пехотный полк - 1/,2/,3/17-й артиллерийский полк - 1/53-й артиллерийский полк - 17-й противотанковый дивизион - 17-й разведывательный батальон - 17-й пионерский батальон - 17-й батальон связи - Подразделения поддержки 17-й дивизии (Einheiten) - 134-я пехотная дивизия - 1/,2/,3/439-й пехотный полк - 1/,2/,3/445-й пехотный полк - 1/,2/,3/446-й пехотный полк - 1/,2/,3/,4/134-й артиллерийский полк - 134-й противотанковый дивизион - 134-й разведывательный батальон - 134-й пионерский батальон - 134-й батальон связи - Подразделения поддержки 134-й дивизии (Einheiten) - 260-я пехотная дивизия: - 1/,2/,3/460-й пехотный полк - 1/,2/,3/470-й пехотный полк - 1/,2/,3/480-й пехотный полк - 1/,2/,3/,4/260-й артиллерийский полк - 260-й противотанковый дивизион - 260-й разведывательный батальон - 260-й пионерский батальон - 260-й батальон связи - 260-я группа поддержки дивизии (Einheiten) - 2-я танковая группа - В распоряжении армии - XLVI моторизованный корпус: - 1-я кавалерийская дивизия - 1-я кавалерийская бригада - 1/,2/1-й кавалерийский полк - 1/,2/2-й кавалерийский полк - 1/,2/22-й кавалерийский полк - 1/,2/,3/,4/,5/21-й кавалерийский полк - 1-й батальон связи - 1/,2/,3/1-й конный артиллерийский полк - Дивизия СС «Рейх» - 1/,2/,3/полк СС «Дойчланд» - 1/,2/,3/полк СС «Фюрер» - 1/,2/,3/11-й пехотный полк СС - Зенитный батальон СС «Рейх» - Мотоциклетный батальон СС «Рейх» - Разведывательный батальон СС «Рейх» - противотанковый дивизион СС «Рейх» - 1/,2/,3-й артиллерийский полк СС «Рейх», включая - Батарея штурмовых орудий - Топографическая батарея - Пионерский батальон СС «Рейх» - Батальон связи СС «Рейх» - Войска снабжения СС «Рейх - XLVII моторизованный корпус: - 29-я моторизованная дивизия - 1/,2/,3/15-й моторизованный полк - 1/,2/,3/71-й моторизованный полк - 29-й мотоциклетный батальон - 1/,2/,3/29-й артиллерийский полк - 29-й противотанковый дивизион - 29-й разведывательный батальон - 29-й пионерский батальон - 29-й батальон связи - Подразделения поддержки 29-й дивизии (Einheiten) - 17-я танковая дивизия - 1/,2/39-й танковый полк - 17-я моторизованная бригада - 1/,2/40-й моторизованный полк - 1/,2/63-й моторизованный полк - 77-й мотоциклетный батальон - 1/,2/,3/27-й артиллерийский полк - 27-й разведывательный батальон - 27-й противотанковый дивизион - 1/66-й зенитный полк - 27-й пионерский батальон - 27-й батальон связи - Подразделения поддержки 27-й дивизии (Einheiten) - 18-я танковая дивизия: - 18-я танковая бригада - 1/,2/,3/18-й танковый полк - 18-я моторизованная бригада - 1/,2/52-й моторизованный полк - 1/,2/181-й моторизованный полк - 18-й мотоциклетный батальон - 1/,2/,3/88-й артиллерийский полк - 88-й разведывательный батальон - 88-й противотанковый дивизион - 631-й зенитный батальон - 88-й пионерский батальон - 88-й батальон связи - Подразделения поддержки 88-й дивизии (Einheiten) - XXIV моторизованный корпус: - 1/,2/,3/,4/,5-й пехотный полк «Великая Германия» - 400-й артиллерийский дивизион - 400-й поезд снабжения - 3-я танковая дивизия - 6-я танковая бригада - 1/,2/,3/6-й танковый полк - 3-я моторизованная бригада - 1/,2/3-й моторизованный полк - 1/,2/394-й моторизованный полк - 3-й мотоциклетный батальон - 1/,2/,3/74-й артиллерийский полк - 75-й разведывательный батальон - 543-й противотанковый дивизион - 6/59-й зенитный полк - 83-й пионерский батальон - 83-й батальон связи - Подразделения поддержки 83-й дивизии (Einheiten) - 4-я танковая дивизия: - 1/,2/35-й танковый полк - 4-я моторизованная бригада - 1/,2/14-й моторизованный полк - 1/,2/33-й моторизованный полк - 34-й мотоциклетный батальон - 1/,2/,3/103-й артиллерийский полк - 7-й разведывательный батальон - 49-й противотанковый дивизион - 5/66-й зенитный полк - 79-й пионерский батальон - 79-й батальон связи - Подразделения поддержки 84-й дивизии (Einheiten) - 10-я моторизованная дивизия - 1/,2/,3/20-й моторизованный полк - 1/,2/,3/41-й моторизованный полк - 40-й мотоциклетный батальон - 1/,2/,3/10-й артиллерийский полк - 10-й противотанковый дивизион - 10-й разведывательный батальон - 10-й пионерский батальон - 10-й батальон связи - Подразделения поддержки 10-й дивизии (Einheiten) - 4-я армия - В распоряжении армии: - 2/3 части 167-й пехотной дивизии - 2/3 части 263-й пехотной дивизии - 10-я танковая дивизия - 4-я моторизованная бригада - 1/,2/7-й танковый полк - 10-я моторизованная бригада - 1/,2/86-й моторизованный полк - 1/,2/69-й моторизованный полк - 706-я батарея штурмовых орудий - 10-й мотоциклетный батальон - 1/,2/,3/90-й артиллерийский полк - 90-й разведывательный батальон - 90-й противотанковый дивизион - 3/55-й зенитный полк - 49-й пионерский батальон - 90-й батальон связи - Подразделения поддержки 90-й дивизии (Einheiten) - IX армейский корпус: - 15-я пехотная дивизия - 1/,2/,3/81-й пехотный полк - 1/,2/,3/88-й пехотный полк - 1/,2/,3/106-й пехотный полк - 1/,2/,3/15-й артиллерийский полк - 3/51-й артиллерийский полк - 15-й противотанковый дивизион - 15-й разведывательный батальон - 15-й пионерский батальон - 15-й батальон связи - Подразделения поддержки 15-й дивизии (Einheiten) - 137-я пехотная дивизия - 1/,2/,3/447-й пехотный полк - 1/,2/,3/448-й пехотный полк - 1/,2/,3/449-й пехотный полк - 1/,2/,3/,4/137-й артиллерийский полк - 137-й противотанковый дивизион - 137-й разведывательный батальон - 137-й пионерский батальон - 137-й батальон связи - Подразделения поддержки 137-й дивизии (Einheiten) - 263-я пехотная дивизия: - 1/,2/,3/463-й пехотный полк - 1/,2/,3/483-й пехотный полк - 1/,2/,3/485-й пехотный полк - 1/,2/,3/,4/263-й артиллерийский полк - 263-й противотанковый дивизион - 263-й разведывательный батальон - 263-й пионерский батальон - 263-й батальон связи - 263-я группа поддержки дивизии (Einheiten) - XX армейский корпус: - 7-я пехотная дивизия - 1/,2/,3/19-й пехотный полк - 1/,2/,3/61-й пехотный полк - 1/,2/,3/62-й пехотный полк - 1/,2/,3/7-й артиллерийский полк - 1/43-й артиллерийский полк - 7-й противотанковый дивизион - 7-й разведывательный батальон - 7-й пионерский батальон - 7-й батальон связи - Подразделения поддержки 7-й дивизии (Einheiten) - 78-я пехотная дивизия - 1/,2/,3/195-й пехотный полк - 1/,2/,3/215-й пехотный полк - 1/,2/,3/238-й пехотный полк - 1/,2/,3/,4/178-й артиллерийский полк - 178-й противотанковый дивизион - 178-й разведывательный батальон - 178-й пионерский батальон - 178-й батальон связи - Подразделения поддержки 178-й дивизии (Einheiten) - 292-я пехотная дивизия - 1/,2/,3/507-й пехотный полк - 1/,2/,3/508-й пехотный полк - 1/,2/,3/509-й пехотный полк - 1/,2/,3/,4/Артиллерийский полк - 292-я противотанковая батарея - 292-й велосипедный эскадрон - 292-й разведывательный батальон - 292-й пионерский батальон - 292-й батальон связи - Подразделения поддержки 292-й дивизии (Einheiten) - 268-я пехотная дивизия - 1/,2/,3/468-й пехотный полк - 1/,2/,3/488-й пехотный полк - 1/,2/,3/499-й пехотный полк - 1/,2/,3/,4/268-й артиллерийский полк - 268-й противотанковый дивизион - 268-й разведывательный батальон - 268-й пионерский батальон - 268-й батальон связи - 268-я группа поддержки дивизии (Einheiten) - VII армейский корпус: - 23-я пехотная дивизия - 1/,2/,3/9-й пехотный полк - 1/,2/,3/67-й пехотный полк - 1/,2/,3/68-й пехотный полк - 1/,2/,3/29-й артиллерийский полк - 1/59-й артиллерийский полк - 23-й противотанковый дивизион - 23-й разведывательный батальон - 23-й пионерский батальон - 23-й батальон связи - Подразделения поддержки 23-й дивизии (Einheiten) - 197-я пехотная дивизия - 1/,2/,3/321-й пехотный полк - 1/,2/,3/332-й пехотный полк - 1/,2/347-й пехотный полк - 1/,2/,3/229-й артиллерийский полк - 229-й противотанковый дивизион - 229-й разведывательный батальон - 229-й пионерский батальон - 229-й батальон связи - Подразделения поддержки 229-й дивизии (Einheiten) - 267-я пехотная дивизия - 1/,2/,3/467-й пехотный полк - 1/,2/,3/487-й пехотный полк - 1/,2/,3/498-й пехотный полк - 1/,2/,3/,4/267-й артиллерийский полк - 267-й противотанковый дивизион - 267-й разведывательный батальон - 267-й пионерский батальон - 267-й батальон связи - 267-е подразделение поддержки дивизии (Einheiten) - XII армейский корпус; - 31-я пехотная дивизия - 1/,2/,3/12-й пехотный полк - 1/,2/,3/17-й пехотный полк - 1/,2/,3/82-й пехотный полк - 1/,2/,3/31-й артиллерийский полк - 1/67-й артиллерийский полк - 31-й противотанковый дивизион - 31-й разведывательный батальон - 31-й пионерский батальон - 31-й батальон связи - Подразделения поддержки 31-й дивизии (Einheiten) - 34-я пехотная дивизия - 1/,2/,3/80-й пехотный полк - 1/,2/,3/105-й пехотный полк - 1/,2/,3/107-й пехотный полк - 1/,2/,3/34-й артиллерийский полк - 1/70-й артиллерийский полк - 34-й противотанковый дивизион - 34-й разведывательный батальон - 34-й пионерский батальон - 34-й батальон связи - Подразделения поддержки 34-й дивизии (Einheiten) - 167-я пехотная дивизия - 1/,2/,3/315-й пехотный полк - 1/,2/,3/331-й пехотный полк - 1/,2/,3/339-й пехотный полк - 1/,2/,3/238-й артиллерийский полк - 238-й противотанковый дивизион - 238-й разведывательный батальон - 238-й пионерский батальон - 238-й батальон связи - Подразделения поддержки 238-й дивизии (Einheiten) - 258-я пехотная дивизия - 1/,2/,3/458-й пехотный полк - 1/,2/,3/478-й пехотный полк - 1/,2/,3/479-й пехотный полк - 1/,2/,3/,4/258-й артиллерийский полк - 258-й противотанковый дивизион - 258-й разведывательный батальон - 258-й пионерский батальон - 258-й батальон связи - 258-е подразделение поддержки дивизии (Einheiten) | - 9-я армия - В распоряжении армии: - 250-я (испанская голубая) дивизия - 1/,2/,3/262-й (испанский) пехотный полк - 1/,2/,3/263-й (испанский) пехотный полк - 1/,2/,3/269-й (испанский) пехотный полк - 1/,2/,3/,4/250-й (испанский) артиллерийский полк - 250-й противотанковый дивизион - 250-й велосипедный батальон - 250-й пионерский батальон - 250-й батальон связи - Подразделения поддержки 250-й дивизии (Einheiten) - 3-я танковая группа - 900-я моторизованная бригада: - 1/,2/900-й моторизованный полк - 900-й противотанковый дивизион (3 роты) - 900-й артиллерийский дивизион (4 батареи - 900-й пионерский батальон (3 роты - 900-й батальон связи - 900-й батальон административной поддержки - XXIII армейский корпус - 86-я пехотная дивизия - 1/,2/,3/167-й пехотный полк - 1/,2/,3/184-й пехотный полк - 1/,2/,3/216-й пехотный полк - 1/,2/,3/,4/186-й артиллерийский полк - 186-й противотанковый дивизион - 186-й разведывательный батальон - 186-й пионерский батальон - 186-й батальон связи - Подразделения поддержки 186-й дивизии (Einheiten) - 251-я пехотная дивизия - 1/,2/,3/451-й пехотный полк - 1/,2/,3/459-й пехотный полк - 1/,2/,3/471-й пехотный полк - 1/,2/,3/,4/251-й артиллерийский полк - 251-й противотанковый дивизион - 251-й разведывательный батальон - 251-й пионерский батальон - 251-й батальон связи - 251-я пехотная дивизия (Einheiten) Подразделение поддержки - 253-я пехотная дивизия - 1/,2/,3/453-й пехотный полк - 1/,2/,3/464-й пехотный полк - 1/,2/,3/472-й пехотный полк - 1/,2/,3/,4/253-й артиллерийский полк - 253-й противотанковый дивизион - 253-й разведывательный батальон - 253-й пионерский батальон - 253-й батальон связи - 253-я группа поддержки дивизии (Einheiten) - XL моторизованный корпус: - 102-я пехотная дивизия - 1/,2/,3/232-й пехотный полк - 1/,2/,3/233-й пехотный полк - 1/,2/,3/235-й пехотный полк - 1/,2/,3/,4/104-й артиллерийский полк - 102-й противотанковый дивизион - 102-й разведывательный батальон - 102-й пионерский батальон - 102-й батальон связи - Подразделения поддержки 102-й дивизии (Einheiten) - 256-я пехотная дивизия - 1/,2/,3/456-й пехотный полк - 1/,2/,3/457-й пехотный полк - 1/,2/,3/481-й пехотный полк - 1/,2/,3/,4/256-й артиллерийский полк - 256-й противотанковый дивизион - 256-й разведывательный батальон - 256-й пионерский батальон - 256-й батальон связи - 256-е подразделение поддержки дивизии (Einheiten) - LVII моторизованный корпус: - 19-я танковая дивизия - 1/,2/,3/27-й танковый полк - 19-я моторизованная бригада - 1/,2/73-й моторизованный полк - 1/,2/74-й моторизованный полк - 19-й мотоциклетный батальон - 1/,2/,3/19-й артиллерийский полк - 19-й разведывательный батальон - 19-й противотанковый дивизион - 19-й пионерский батальон - 19-й батальон связи - Подразделения поддержки 19-й дивизии (Einheiten) - 20-я танковая дивизия: - 1/,2/21-й танковый полк - 20-я моторизованная бригада - 1/,2/59-й моторизованный полк - 1/,2/112-й моторизованный полк - 20-й мотоциклетный батальон - 1/,2/,3/92-й артиллерийский полк - 92-й разведывательный батальон - 92-й противотанковый дивизион - Зенитный полк - 92-й пионерский батальон - 92-й батальон связи - Подразделения поддержки 92-й дивизии (Einheiten) - VI армейский корпус: - 6-я пехотная дивизия - 1/,2/,3/18-й пехотный полк - 1/,2/,3/37-й пехотный полк - 1/,2/,3/58-й пехотный полк - 1/,2/,3/6-й артиллерийский полк - 1/42-й артиллерийский полк - 6-й противотанковый дивизион - 6-й разведывательный батальон - 6-й пионерский батальон - 6-й батальон связи - Подразделения поддержки 6-й дивизии (Einheiten) - 26-я пехотная дивизия - 1/,2/,3/39-й пехотный полк - 1/,2/,3/77-й пехотный полк - 1/,2/,3/78-й пехотный полк - 1/,2/,3/,26-й артиллерийский полк - 1/62-й артиллерийский полк - 26-й противотанковый дивизион - 26-й разведывательный батальон - 26-й пионерский батальон - 26-й батальон связи - Подразделения поддержки 26-й дивизии (Einheiten) - 110-я пехотная дивизия - 1/,2/,3/252-й пехотный полк - 1/,2/,3/254-й пехотный полк - 1/,2/,3/255-й пехотный полк - 1/,2/,3/,4/120-й артиллерийский полк - 110-й противотанковый дивизион - 110-й разведывательный батальон - 110-й пионерский батальон - 110-й батальон связи - Подразделения поддержки 110-й дивизии (Einheiten) - 206-я пехотная дивизия - 1/,2/,3/301-й пехотный полк - 1/,2/,3/312-й пехотный полк - 1/,2/,3/413-й пехотный полк - 1/,2/,3/,4/206-й артиллерийский полк - 206-й противотанковый дивизион - 206-й разведывательный батальон - 206-й пионерский батальон - 206-й батальон связи - Подразделения поддержки 206-й дивизии (Einheiten) - V армейский корпус; - 5-я пехотная дивизия - 1/,2/,3/14-й пехотный полк - 1/,2/,3/56-й пехотный полк - 1/,2/,3/75-й пехотный полк - 1/,2/,3/41-й артиллерийский полк - 5-й противотанковый дивизион - 5-й разведывательный батальон - 5-й пионерский батальон - 5-й батальон связи - Подразделения поддержки 5-й дивизии (Einheiten) - 35-я пехотная дивизия - 1/,2/,3/34-й пехотный полк - 1/,2/,3/109-й пехотный полк - 1/,2/,3/111-й пехотный полк - 1/,2/,3/35-й артиллерийский полк - 1/71-й артиллерийский полк - 35-й противотанковый дивизион - 35-й разведывательный батальон - 35-й пионерский батальон - 35-й батальон связи - Подразделения поддержки 35-й дивизии (Einheiten) - 106-я пехотная дивизия - 1/,2/,3/239-й пехотный полк - 1/,2/,3/240-й пехотный полк - 1/,2/,3/241-й пехотный полк - 1/,2/,3/,4/107-й артиллерийский полк - 106-й противотанковый дивизион - 106-й разведывательный батальон - 106-й пионерский батальон - 106-й батальон связи - Подразделения поддержки 106-й дивизии (Einheiten) - 129-я пехотная дивизия - 1/,2/,3/427-й пехотный полк - 1/,2/,3/428-й пехотный полк - 1/,2/,3/429-й пехотный полк - 1/,2/,3/,4/129-й артиллерийский полк - 129-й противотанковый дивизион - 129-й разведывательный батальон - 129-й пионерский батальон - 129-й батальон связи - Подразделения поддержки 129-й дивизии (Einheiten) - VIII армейский корпус: - 7-я танковая дивизия - 1/,2/,3/25-й танковый полк - 7-я моторизованная бригада - 1/,2/6-й моторизованный полк - 1/,2/7-й моторизованный полк - 705-я батарея штурмовых орудий - 7-й мотоциклетный батальон - 1/,2/,3/78-й артиллерийский полк - 37-й разведывательный батальон - 42-й противотанковый дивизион - 3/59-й зенитный полк - 58-й пионерский батальон - 83-й батальон связи - Подразделения поддержки 58-й дивизии (Einheiten) - 8-я лёгкая пехотная дивизия - 1/,2/,3/28-й лёгкий пехотный полк - 1/,2/,3/38-й лёгкий пехотный полк - 1/,2/,3/84-й лёгкий пехотный полк - 1/,2/,3/,4/8-й артиллерийский полк - 8-й противотанковый дивизион - 8-й разведывательный батальон - 8-й пионерский батальон - 8-й батальон связи - Подразделения поддержки 8-й дивизии (Einheiten) - 14-я моторизованная дивизия - 1/,2/,3/11-й моторизованный полк - 1/,2/,3/53-й моторизованный полк - 54-й мотоциклетный батальон - 1/,2/,3/14-й артиллерийский полк - 14-й противотанковый дивизион - 14-й разведывательный батальон - 14-й пионерский батальон - 14-й батальон связи - Подразделения поддержки 14-й дивизии (Einheiten) - 28-я пехотная дивизия - 1/,2/,3/7-й пехотный полк - 1/,2/,3/49-й пехотный полк - 1/,2/,3/83-й пехотный полк - 1/,2/,3/28-й артиллерийский полк - 1/64-й артиллерийский полк - 28-й противотанковый дивизион - 28-й разведывательный батальон - 28-й пионерский батальон - 28-й батальон связи - Подразделения поддержки 28-й дивизии (Einheiten) - 87-я пехотная дивизия - 1/,2/,3/173-й пехотный полк - 1/,2/,3/185-й пехотный полк - 1/,2/,3/187-й пехотный полк - 1/,2/,3/,4/187-й артиллерийский полк - 187-й противотанковый дивизион - 187-й разведывательный батальон - 187-й пионерский батальон - 187-й батальон связи - Подразделения поддержки 187-й дивизии (Einheiten) - 161-я пехотная дивизия - 1/,2/,3/336-й пехотный полк - 1/,2/,3/364-й пехотный полк - 1/,2/,3/371-й пехотный полк - 1/,2/,3/241-й артиллерийский полк - 241-й противотанковый дивизион - 241-й разведывательный батальон - 241-й пионерский батальон - 241-й батальон связи - Подразделения поддержки 241-й дивизии (Einheiten) - 255-я пехотная дивизия - 1/,2/,3/455-й пехотный полк - 1/,2/,3/465-й пехотный полк - 1/,2/,3/475-й пехотный полк - 1/,2/,3/,4/255-й артиллерийский полк - 255-й противотанковый дивизион - 255-й разведывательный батальон - 255-й пионерский батальон - 255-й батальон связи - 255-я группа поддержки дивизии (Einheiten) - Охрана тыла группы армий «Центр» - 403-я охранная дивизия - 1/,2/,3/406-й охранный полк - 3/213-й артиллерийский дивизион - 221-я охранная дивизия - 1/,2/,3/350-й пехотный полк (усиленный) - 701-й Wach батальон - 221-е административные войска, включая: - 350-й дивизионное подразделение связи - Штаб/45-й полк сухопутной обороны - 296-я охранная дивизия - 1/,2/,3/519-й пехотный полк - 1/,2/,3/520-й пехотный полк - 1/,2/,3/521-й пехотный полк - 1/,2/,3/,4/296-й артиллерийский полк - 296-й противотанковый дивизион - 296-й разведывательный батальон - 296-й пионерский батальон - 296-й батальон связи - Подразделения поддержки 296-й дивизии (Einheiten) - 339-я пехотная дивизия - 1/,2/,3/691-й пехотный полк - 1/,2/,3/692-й пехотный полк - 1/,2/,3/693-й пехотный полк - 339-й артиллерийский дивизион - 339-й противотанковый дивизион - 339-й разведывательный батальон - 339-й пионерский батальон - 339-й батальон связи - Подразделения поддержки 339-й дивизии (Einheiten) - 707-я пехотная дивизия - 1/,2/,3/724-й пехотный полк - 1/,2/,3/734-й пехотный полк - 654-й артиллерийский дивизион - 707-я пионерная рота - 707-я рота связи - Кавалерийская бригада СС: организация неизвестна |

### 2 января 1942
- В распоряжении группы армий
  - 208-я пехотная дивизия (на пути следования)
    - 1/,2/,3/309-й пехотный полк
    - 1/,2/,3/337-й пехотный полк
    - 1/,2/,3/338-й пехотный полк
    - 208-й противотанковый дивизион
    - 208-й велосипедный батальон
    - 1/,2/,3/,4/208-й артиллерийский полк
    - 208-й пионерский батальон
    - 208-й батальон связи
    - Подразделения поддержки 208-й дивизии (Einheiten)

| - 2-я армия - XXXV армейский корпус: - 56-я пехотная дивизия (1 неизвестный полк и вспомогательные подразделения) - 134-я пехотная дивизия - 1/,2/,3/439-й пехотный полк - 1/,2/,3/445-й пехотный полк - 1/,2/,3/446-й пехотный полк - 134-й быстрый батальон - 1/,2/,3/,4/134-й артиллерийский полк - 134-й пионерский батальон - 134-й батальон связи - Подразделения поддержки 134-й дивизии (Einheiten) - 262-я пехотная дивизия - 1/,2/,3/462-й пехотный полк - 1/,2/,3/482-й пехотный полк - 1/,2/,3/486-й пехотный полк - 262-й быстрый батальон - 1/,2/,3/,4/262-й артиллерийский полк - 262-й пионерский батальон - 262-й батальон связи - Подразделения поддержки 262-й дивизии (Einheiten) - 293-я пехотная дивизия - 1/,2/,3/510-й пехотный полк - 1/,2/,3/511-й пехотный полк - 1/,2/,3/512-й пехотный полк - 293-й быстрый батальон - 1/,2/,3/,4/293-й артиллерийский полк - 293-й пионерский батальон - 293-й батальон связи - Подразделения поддержки 293-й дивизии (Einheiten) - LV армейский корпус: - 45-я пехотная дивизия - 1/,2/,3/130-й пехотный полк - 1/,2/,3/133-й пехотный полк - 1/,2/,3/135-й пехотный полк - 45-й противотанковый дивизион - 45-й велосипедный батальон - 1/,2/,3/98-й артиллерийский полк - 1/99-й артиллерийский батальон - 81-й пионерский батальон - 65-й батальон связи - Подразделения поддержки 45-й дивизии (Einheiten) - 95-я пехотная дивизия - 1/,2/,3/278-й пехотный полк - 1/,2/,3/279-й пехотный полк - 1/,2/,3/280-й пехотный полк - 195-й быстрый батальон - 1/,2/,3/,4/195-й артиллерийский полк - 195-й пионерский батальон - 195-й батальон связи - Подразделения поддержки 195-й дивизии (Einheiten) - 168-я пехотная дивизия: 1 неизвестный полк и подразделения поддержки - 299-я пехотная дивизия: 1 неизвестный полк и подразделения поддержки - 221-я охранная дивизия - 1/,2/,3/350-й пехотный полк - 1/,2/,3/45-й пехотный полк - 1/8-й полицейский полк (смешанная мобильность) - 201-я моторизованная рота связи - 1/221-й артиллерийский батальон - Подразделения поддержки 350-й дивизии (Einheiten) - 1-я бригада СС - 1/,2/,3/8-й пехотный полк СС «Рейхсфюрер» - 1/,2/,3/10-й пехотный полк СС «Рейхсфюрер» - Подразделения поддержки связи - 3-я танковая дивизия - 1/,2/,3/6-й танковый полк - 3-я моторизованная бригада - 1/,2/,3/3-й моторизованный полк - 1/,2/,3/394-й моторизованный полк - 543-й противотанковый дивизион - 3-й мотоциклетный батальон - 1/,2/,3/,4/75-й артиллерийский полк - 39-й батальон связи - 39-й пионерский батальон - Подразделения поддержки 39-й дивизии (Einheiten) - XLVIII армейский корпус: - 9-я танковая дивизия - 1/,2/,3/33-й танковый полк - 9-я моторизованная бригада - 1/,2/,3/10-й моторизованный полк - 1/,2/,3/11-й моторизованный полк - 701-я батарея штурмовых орудий - 50-й противотанковый дивизион - 59-й мотоциклетный батальон - 1/,2/,3/,4/102-й артиллерийский полк - 85-й батальон связи - 86-й пионерский батальон - Подразделения поддержки 60-й дивизии (Einheiten) - 16-я моторизованная дивизия: - 1/,2/,3/60-й моторизованный полк - 1/,2/,3/156-й моторизованный полк - 228-й противотанковый дивизион - 116-й танковый батальон - 700-е танковое формирование (700. Panzer Verband) - 165-й мотоциклетный батальон - 1/,2/,3/,4/146-й артиллерийский полк - 288-й батальон связи - 675-й пионерский батальон - Подразделения поддержки 66-й дивизии (Einheiten) | - 2-я танковая армия - XXIV моторизованный корпус - Группа «Лизингер» - Отряд 10-й моторизованной дивизии - Группа «Эбербах»: организация неизвестна - LIII армейский корпус: - 10-я моторизованная дивизия - 1/,2/,3/20-й моторизованный полк - 1/,2/,3/41-й моторизованный полк - 10-й противотанковый дивизион - 10-й мотоциклетный батальон - 1/,2/,3/,4/10-й артиллерийский полк - 10-й батальон связи - 10-й пионерский батальон - Подразделения поддержки 10-й дивизии (Einheiten) - 56-я пехотная дивизия (присутствуют только 1 полк и подразделения поддержки) - 1/,2/,3/171-й пехотный полк - 1/,2/,3/192-й пехотный полк - 1/,2/,3/234-й пехотный полк - 156-й быстрый батальон - 1/,2/,3/,4/156-й артиллерийский полк - 156-й пионерский батальон - 156-й батальон связи - Подразделения поддержки 156-й дивизии (Einheiten) - 112-я пехотная дивизия - 1/,2/,3/110-й пехотный полк - 1/,2/,3/256-й пехотный полк - 1/,2/,3/258-й пехотный полк - 120-й быстрый батальон - 1/,2/,3/,4/85-й артиллерийский полк - 112-й пионерский батальон - 112-й батальон связи - Подразделения поддержки 112-й дивизии (Einheiten) - 167-я пехотная дивизия - 1/,2/,3/315-й пехотный полк - 1/,2/,3/331-й пехотный полк - 1/,2/,3/339-й пехотный полк - 238-й противотанковый дивизион - 238-й велосипедный батальон - 1/,2/,3/,4/238-й артиллерийский полк - 238-й пионерский батальон - 238-й батальон связи - Подразделения поддержки 238-й дивизии (Einheiten) - 296-я пехотная дивизия - 1/,2/,3/519-й пехотный полк - 1/,2/,3/520-й пехотный полк - 1/,2/,3/521-й пехотный полк - 296-й быстрый батальон - 1/,2/,3/,4/296-й артиллерийский полк - 296-й пионерский батальон - 296-й батальон связи - Подразделения поддержки 296-й дивизии (Einheiten) - Дивизия «Великая Германия» - 1/,2/,3/Гренадерский полк «Великая Германия» - 1/,2/,3/Фузилёрный полк «Великая Германия» - Штурмовой батальон «Великая Германия» - Танковый батальон «Великая Германия» - Мотоциклетный батальон «Великая Германия» - 1/,2/3/,4/артиллерийский полк «Великая Германия» - Батальон связи «Великая Германия» - Пионерский батальон «Великая Германия» - Противотанковый дивизион «Великая Германия» - 4-я танковая дивизия - 1/35-й танковый полк - 4-я моторизованная бригада - 1/,2/,3/12-й моторизованный полк - 1/,2/,3/33-й моторизованный полк - 49-й противотанковый дивизион - 34-й мотоциклетный батальон - 1/,2/,3/103-й артиллерийский полк - 79-й батальон связи - 79-й пионерский батальон - Подразделения поддержки 79-й дивизии (Einheiten) - XLVII моторизованный корпус - 25-я моторизованная дивизия: - 1/,2/,3/35-й моторизованный полк - 1/,2/,3/119-й моторизованный полк - 25-й противотанковый дивизион - 25-й мотоциклетный батальон - 1/,2/,3/,4/25-й артиллерийский полк - 25-й батальон связи - 25-й пионерский батальон - Подразделения поддержки 25-й дивизии (Einheiten) - 29-я моторизованная дивизия: - 1/,2/,3/15-й моторизованный полк - 1/,2/,3/71-й моторизованный полк - 29-й противотанковый дивизион - 129-й танковый батальон - 29-й мотоциклетный батальон - 1/,2/,3/,4/29-й артиллерийский полк - 29-й батальон связи - 29-й пионерский батальон - Подразделения поддержки 29-й дивизии (Einheiten) - 17-я танковая дивизия: - 1/39-й танковый полк - 17-я моторизованная бригада - 1/,2/,3/40-й моторизованный полк - 1/,2/,3/63-й моторизованный полк - 27-й противотанковый дивизион - 17-й мотоциклетный батальон - 1/,2/,3/27-й артиллерийский полк - 27-й батальон связи - 27-й пионерский батальон - Подразделения поддержки 27-й дивизии (Einheiten) - 18-я танковая дивизия: - 1/18-й танковый полк - 18-я моторизованная бригада - 1/,2/,3/52-й моторизованный полк - 1/,2/,3/101-й моторизованный полк - 88-й противотанковый дивизион - 18-й мотоциклетный батальон - 1/,2/,3/88-й артиллерийский полк - 88-й батальон связи - 98-й пионерский батальон - Подразделения поддержки 88-й дивизии (Einheiten) |

| - 4-я армия - XX армейский корпус - 10-я танковая дивизия: неизвестный отряд - 15-я пехотная дивизия - 1/,2/,3/81-й пехотный полк - 1/,2/,3/88-й пехотный полк - 1/,2/,3/106-й пехотный полк - 15-й противотанковый дивизион - 15-й велосипедный батальон - 1/,2/,3/15-й артиллерийский полк - 1/51-й артиллерийский батальон - 15-й пионерский батальон - 15-й батальон связи - Подразделения поддержки 15-й дивизии (Einheiten) - 183-я пехотная дивизия - 1/,2/,3/330-й пехотный полк - 1/,2/,3/351-й пехотный полк - 219-й быстрый батальон - 1/,2/,3/,4/219-й артиллерийский полк - 219-й пионерский батальон - 219-й батальон связи - Подразделения поддержки 219-й дивизии (Einheiten) - 258-я пехотная дивизия - 1/,2/,3/458-й пехотный полк - 1/,2/,3/478-й пехотный полк - 1/,2/,3/479-й пехотный полк - 258-й противотанковый дивизион - 258-й велосипедный батальон - 1/,2/,3/,4/258-й артиллерийский полк - 258-й пионерский батальон - 258-й батальон связи - Подразделения поддержки 258-й дивизии (Einheiten) - 292-я пехотная дивизия - 1/,2/,3/507-й пехотный полк - 1/,2/,3/508-й пехотный полк - 292-й быстрый батальон - 1/,2/,3/,4/292-й артиллерийский полк - 292-й пионерский батальон - 292-й батальон связи - Подразделения поддержки 292-й дивизии (Einheiten) - LVII моторизованный корпус: - 19-я танковая дивизия: неизвестный отряд - 34-я пехотная дивизия - 1/,2/,3/80-й пехотный полк - 1/,2/,3/107-й пехотный полк - 1/,2/,3/253-й пехотный полк - 34-й противотанковый дивизион - 34-й велосипедный батальон - 1/,2/,3/34-й артиллерийский полк - 1/70-й артиллерийский батальон - 34-й пионерский батальон - 34-й батальон связи - Подразделения поддержки 34-й дивизии (Einheiten) - 98-я пехотная дивизия - 1/,2/,3/282-й пехотный полк - 1/,2/,3/289-й пехотный полк - 1/,2/,3/290-й пехотный полк - 198-й быстрый батальон - 1/,2/,3/,4/198-й артиллерийский полк - 198-й пионерский батальон - 198-й батальон связи - Подразделения поддержки 198-й дивизии (Einheiten) - XII армейский корпус: - 17-я пехотная дивизия - 1/,2/,3/21-й пехотный полк - 1/,2/,3/55-й пехотный полк - 1/,2/,3/95-й пехотный полк - 17-й противотанковый дивизион - 17-й велосипедный батальон - 1/,2/,3/17-й артиллерийский полк - 1/53-й артиллерийский батальон - 17-й пионерский батальон - 17-й батальон связи - Подразделения поддержки 17-й дивизии (Einheiten) - 263-я пехотная дивизия - 1/,2/,3/463-й пехотный полк - 1/,2/,3/483-й пехотный полк - 1/,2/,3/485-й пехотный полк - 263-й быстрый батальон - 1/,2/,3/,4/263-й артиллерийский полк - 263-й пионерский батальон - 263-й батальон связи - Подразделения поддержки 263-й дивизии (Einheiten) - XIII армейский корпус: - 52-я пехотная дивизия (1 неизвестный полк и вспомогательные войска отделены) - 1/,2/,3/163-й пехотный полк - 1/,2/,3/181-й пехотный полк - 1/,2/,3/205-й пехотный полк - 152-й противотанковый дивизион - 152-й велосипедный батальон - 1/,2/,3/,4/152-й артиллерийский полк - 152-й пионерский батальон - 152-й батальон связи - Подразделения поддержки 152-й дивизии (Einheiten) - 260-я пехотная дивизия - 1/,2/,3/460-й пехотный полк - 1/,2/,3/470-й пехотный полк - 1/,2/,3/480-й пехотный полк - 260-й быстрый батальон - 1/,2/,3/,4/260-й артиллерийский полк - 653-й пионерский батальон - 260-й батальон связи - Подразделения поддержки 260-й дивизии (Einheiten) - 268-я пехотная дивизия - 1/,2/,3/468-й пехотный полк - 1/,2/,3/488-й пехотный полк - 1/,2/,3/499-й пехотный полк - 268-й быстрый батальон - 1/,2/,3/,4/268-й артиллерийский полк - 268-й пионерский батальон - 268-й батальон связи - Подразделения поддержки 268-й дивизии (Einheiten) - XLIII армейский корпус: - 31-я пехотная дивизия - 1/,2/,3/12-й пехотный полк - 1/,2/,3/17-й пехотный полк - 1/,2/,3/82-й пехотный полк - 1/,2/,3/4-й пехотный полк СС - 31-й противотанковый дивизион - 31-й велосипедный батальон - 1/,2/,3/31-й артиллерийский полк - 1/67-й артиллерийский батальон - 31-й пионерский батальон - 31-й батальон связи - Подразделения поддержки 31-й дивизии (Einheiten) - 137-я пехотная дивизия - 1/,2/,3/SS Polizei полк - 1/,2/,3/447-й пехотный полк - 1/,2/,3/448-й пехотный полк - 1/,2/,3/449-й пехотный полк - 137-й быстрый батальон - 1/,2/,3/,4/137-й артиллерийский полк - 137-й пионерский батальон - 137-й батальон связи - Подразделения поддержки 137-й дивизии (Einheiten) - 131-я пехотная дивизия - 1/,2/,3/431-й пехотный полк - 1/,2/,3/432-й пехотный полк - 1/,2/,3/434-й пехотный полк - 131-й быстрый батальон - 1/,2/,3/,4/131-й артиллерийский полк - 131-й пионерский батальон - 131-й батальон связи - Подразделения поддержки 131-й дивизии (Einheiten) - XL моторизованный корпус - 216-я пехотная дивизия - 1/,2/,3/384-й пехотный полк - 1/,2/,3/396-й пехотный полк - 216-й быстрый батальон - 1/,2/,3/,4/216-й артиллерийский полк - 216-й пионерский батальон - 216-й батальон связи - Подразделения поддержки 216-й дивизии (Einheiten) - 19-я танковая дивизия (несколько отрядов) - 1/27-й танковый полк - 19-я моторизованная бригада - 1/,2/,3/73-й моторизованный полк - 1/,2/,3/74-й моторизованный полк - 19-й противотанковый дивизион - 19-й мотоциклетный батальон - 1/,2/,3/19-й артиллерийский полк - 19-й батальон связи - 19-й пионерский батальон - Подразделения поддержки 19-й дивизии (Einheiten) - 10-я моторизованная дивизия: небольшой отряд, организация неизвестна - 403-я охранная дивизия: небольшой отряд, организация неизвестна - 56-я пехотная дивизия: 1 неизвестный полк и вспомогательные подразделения | - 4-я танковая армия - V армейский корпус: - 23-я пехотная дивизия - 1/,2/,3/9-й пехотный полк - 1/,2/,3/67-й пехотный полк - 1/,2/,3/68-й пехотный полк - 23-й противотанковый дивизион - 23-й велосипедный батальон - 1/,2/,3/29-й артиллерийский полк - 1/59-й артиллерийский батальон - 23-й пионерский батальон - 23-й батальон связи - Подразделения поддержки 23-й дивизии (Einheiten) - 35-я пехотная дивизия - 1/,2/,3/34-й пехотный полк - 1/,2/,3/109-й пехотный полк - 1/,2/,3/111-й пехотный полк - 35-й противотанковый дивизион - 35-й велосипедный батальон - 1/,2/,3/35-й артиллерийский полк - 1/71-й артиллерийский батальон - 35-й пионерский батальон - 35-й батальон связи - Подразделения поддержки 35-й дивизии (Einheiten) - 106-я пехотная дивизия - 1/,2/,3/239-й пехотный полк - 1/,2/,3/240-й пехотный полк - 1/,2/,3/241-й пехотный полк - 106-й противотанковый дивизион - 106-й велосипедный батальон - 1/,2/,3/,4/106-й артиллерийский полк - 106-й пионерский батальон - 106-й батальон связи - Подразделения поддержки 106-й дивизии (Einheiten) - 6-я танковая дивизия - 1/,2/11-й танковый полк - 6-я моторизованная бригада - 1/,2/,3/4-й моторизованный полк - 1/,2/,3/114-й моторизованный полк - 41-й противотанковый дивизион - 6-й мотоциклетный батальон - 1/,2/,3/76-й артиллерийский полк - 82-й батальон связи - 57-й пионерский батальон - Подразделения поддержки 57-й дивизии (Einheiten) - XLVI моторизованный корпус: - 5-я танковая дивизия - 1/,2/31-й танковый полк - 5-я моторизованная бригада - 1/,2/,3/13-й моторизованный полк - 1/,2/,3/14-й моторизованный полк - 704-я батарея штурмовых орудий - 53-й противотанковый дивизион - 56-й мотоциклетный батальон - 1/,2/,3/116-й артиллерийский полк - 77-й батальон связи - 89-й пионерский батальон - Подразделения поддержки 85-й дивизии (Einheiten) - 11-я танковая дивизия - 1/,2/,3/15-й танковый полк - 11-я моторизованная бригада - 1/,2/,3/110-й моторизованный полк - 1/,2/,3/111-й моторизованный полк - 61-й противотанковый дивизион - 61-й мотоциклетный батальон - 1/,2/,3/,4/119-й артиллерийский полк - 341-й батальон связи - 209-й пионерский батальон - Подразделения поддержки 61-й дивизии (Einheiten) - 10-я танковая дивизия (неизвестный отряд) - Дивизия СС «Рейх» - 1/,2/,3/1-й моторизованный полк «Рейх» - 1/,2/,3/2-й моторизованный полк «Рейх» - Танковый батальон СС «Рейх» - Мотоциклетный полк СС «Рейх» - 1/,2/,3/,4/,5/артиллерийский полк «Рейх» - Разведывательный батальон СС «Рейх» - Противотанковый дивизион СС «Рейх» - Батальон связи СС «Рейх» - Пионерский батальон СС «Рейх» - Подразделения поддержки дивизии СС «Рейх» (Einheiten) - IX армейский корпус: - 18-я моторизованная дивизия: - 1/,2/,3/30-й моторизованный полк - 1/,2/,3/51-й моторизованный полк - 18-й противотанковый дивизион - 38-й мотоциклетный батальон - 1/,2/,3/,4/18-й артиллерийский полк - 18-й батальон связи - 18-й пионерский батальон - Подразделения поддержки 18-й дивизии (Einheiten) - 87-я пехотная дивизия - 1/,2/,3/173-й пехотный полк - 1/,2/,3/185-й пехотный полк - 1/,2/,3/187-й пехотный полк - 187-й быстрый батальон - 1/,2/,3/,4/187-й артиллерийский полк - 187-й пионерский батальон - 187-й батальон связи - Подразделения поддержки 187-й дивизии (Einheiten) - 252-я пехотная дивизия - 1/,2/,3/7-й пехотный полк - 1/,2/,3/461-й пехотный полк - 1/,2/,3/472-й пехотный полк - 252-й быстрый батальон - 1/,2/,3/,4/252-й артиллерийский полк - 252-й пионерский батальон - 252-й батальон связи - Подразделения поддержки 252-й дивизии (Einheiten) - 20-я танковая дивизия - 3/21-й танковый полк - 20-я моторизованная бригада - 1/,2/,3/59-й моторизованный полк - 1/112-й моторизованный полк - 92-й противотанковый дивизион - 20-й мотоциклетный батальон - 1/,2/,3/92-й артиллерийский полк - 92-й батальон связи - 92-й пионерский батальон - Подразделения поддержки 92-й дивизии (Einheiten) - VII армейский корпус: - 3-я моторизованная дивизия - 1/,2/,3/8-й моторизованный полк - 1/,2/,3/29-й моторизованный полк - 3-й противотанковый дивизион - 103-й танковый батальон - 53-й мотоциклетный батальон - 1/,2/,3/,4/3-й артиллерийский полк - 3-й батальон связи - 3-й пионерский батальон - Подразделения поддержки 3-й дивизии (Einheiten) - 7-я пехотная дивизия - 1/,2/,3/19-й пехотный полк - 1/,2/,3/61-й пехотный полк - 1/,2/,3/62-й пехотный полк - 7-й противотанковый дивизион - 7-й велосипедный батальон - 1/,2/,3/7-й артиллерийский полк - 1/43-й артиллерийский батальон - 7-й пионерский батальон - 7-й батальон связи - Подразделения поддержки 7-й дивизии (Einheiten) - 197-я пехотная дивизия - 1/,2/,3/321-й пехотный полк - 1/,2/,3/332-й пехотный полк - 1/,2/,3/347-й пехотный полк - 229-й быстрый батальон - 1/,2/,3/,4/229-й артиллерийский полк - 229-й пионерский батальон - 229-й батальон связи - Подразделения поддержки 229-й дивизии (Einheiten) - 267-я пехотная дивизия - 1/,2/467-й пехотный полк - 1/,3/487-й пехотный полк - 2/,3/497-й пехотный полк - 1/,2/,3/267-й быстрый батальон - 1/,2/,3/,4/267-й артиллерийский полк - 267-й пионерский батальон - 267-й батальон связи - Подразделения поддержки 267-й дивизии (Einheiten) - 1/,2/,3/Французский добровольческий полк |

| - 3-я танковая армия - XLI моторизованный корпус: - 36-я моторизованная дивизия - 1/,2/,3/87-й моторизованный полк - 1/,2/,3/118-й моторизованный полк - 36-й противотанковый дивизион - 36-й мотоциклетный батальон - 1/,2/,3/,4/36-й артиллерийский полк - 36-й батальон связи - 36-й пионерский батальон - Подразделения поддержки 36-й дивизии (Einheiten) - 1-я танковая дивизия: - 2/1-й танковый полк - 1-я моторизованная бригада - 1/,2/,3/1-й моторизованный полк - 1/,2/,3/113-й моторизованный полк - 702-я батарея штурмовых орудий - 37-й противотанковый дивизион - 1-й мотоциклетный батальон - 1/,2/,3/73-й артиллерийский полк - 37-й батальон связи - 37-й пионерский батальон - Подразделения поддержки 37-й дивизии (Einheiten) - 2-я танковая дивизия: - 2/3-й танковый полк - 2-я моторизованная бригада - 1/,2/,3/2-й моторизованный полк - 1/,2/,3/304-й моторизованный полк - 703-я батарея штурмовых орудий - 38-й противотанковый дивизион - 2-й мотоциклетный батальон - 1/,2/,3/74-й артиллерийский полк - 38-й батальон связи - 38-й пионерский батальон - Подразделения поддержки 38-й дивизии (Einheiten) - LVI моторизованный корпус: - - 7-я танковая дивизия - 1/,2/25-й танковый полк - 7-я моторизованная бригада - 1/,2/,3/6-й моторизованный полк - 1/,2/,3/7-й моторизованный полк - 42-й противотанковый дивизион - 7-й мотоциклетный батальон - 1/,2/,3/7-й артиллерийский полк - 83-й батальон связи - 58-й пионерский батальон - Подразделения поддержки 58-й дивизии (Einheiten) - 14-я моторизованная дивизия: - 1/,2/,3/11-й моторизованный полк - 1/,2/,3/53-й моторизованный полк - 14-й противотанковый дивизион - 54-й мотоциклетный батальон - 1/,2/,3/,4/14-й артиллерийский полк - 14-й батальон связи - 14-й пионерский батальон - Подразделения поддержки 14-й дивизии (Einheiten) - 900-я бригада - 1/,2/900-й моторизованный полк - 900-й противотанковый дивизион (3 роты) - 900-й артиллерийский батальон (4 батареи) - 900-й пионерский батальон (3 роты) - 900-й батальон связи - 900-я административная служба | - 9-я армия - Кавалерийская дивизия СС - 1/,2/,3/,4/1-й кавалерийский полк СС - 1/,2/,3/,4/2-й кавалерийский полк СС - 1/,2/,3/,4/3-й кавалерийский полк СС - Эскадрон тяжёлой кавалерии СС - Батарея штурмовых орудий СС - Противотанковый дивизион СС - Велосипедный батальон СС - Зенитный дивизион СС - 1/,2/SS артиллерийский полк - батальон связи СС - Пионерский батальон СС (мот) - Подразделения поддержки кавалерийской дивизии СС (Einheiten) - XXIII армейский корпус - 81-я пехотная дивизия (1 неизвестный полк в пути) - 102-я пехотная дивизия - 1/,2/,3/84-й пехотный полк - 1/,2/,3/232-й пехотный полк - 1/,2/,3/233-й пехотный полк - 1/,2/,3/235-й пехотный полк - 102-й противотанковый дивизион - 102-й велосипедный батальон - 1/,2/,3/,4/102-й артиллерийский полк - 102-й пионерский батальон - 102-й батальон связи - Подразделения поддержки 102-й дивизии (Einheiten) - 206-я пехотная дивизия - 1/,2/,3/301-й пехотный полк - 1/,2/,3/312-й пехотный полк - 1/,2/,3/413-й пехотный полк - 206-й быстрый батальон - 1/,2/,3/,4/206-й артиллерийский полк - 206-й пионерский батальон - 206-й батальон связи - Подразделения поддержки 206-й дивизии (Einheiten) - 253-я пехотная дивизия - 1/,2/,3/453-й пехотный полк - 1/,2/,3/464-й пехотный полк - 1/,2/,3/473-й пехотный полк - 253-й быстрый батальон - 1/,2/,3/,4/253-й артиллерийский полк - 253-й пионерский батальон - 253-й батальон связи - Подразделения поддержки 253-й дивизии (Einheiten) - 256-я пехотная дивизия - 1/,2/,3/456-й пехотный полк - 1/,2/,3/476-й пехотный полк - 1/,2/,3/481-й пехотный полк - 256-й быстрый батальон - 1/,2/,3/,4/256-й артиллерийский полк - 256-й пионерский батальон - 256-й батальон связи - Подразделения поддержки 256-й дивизии (Einheiten) - VI армейский корпус: - 6-я пехотная дивизия - 1/,2/,3/18-й пехотный полк - 1/,2/,3/37-й пехотный полк - 1/,2/,3/58-й пехотный полк - 6-й противотанковый дивизион - 6-й велосипедный батальон - 1/,2/,3/6-й артиллерийский полк - 1/42-й артиллерийский батальон - 6-й пионерский батальон - 6-й батальон связи - Подразделения поддержки 6-й дивизии (Einheiten) - 26-я пехотная дивизия - 1/,2/,3/39-й пехотный полк - 1/,2/,3/77-й пехотный полк - 1/,2/,3/78-й пехотный полк - 26-й противотанковый дивизион - 26-й велосипедный батальон - 1/,2/,3/26-й артиллерийский полк - 1/62-й артиллерийский батальон - 26-й пионерский батальон - 26-й батальон связи - Подразделения поддержки 26-й дивизии (Einheiten) - 110-я пехотная дивизия - 1/,2/,3/252-й пехотный полк - 1/,2/,3/254-й пехотный полк - 1/,2/,3/255-й пехотный полк - 110-й противотанковый дивизион - 110-й велосипедный батальон - 1/,2/,3/,4/110-й артиллерийский полк - 110-й пионерский батальон - 110-й батальон связи - Подразделения поддержки 110-й дивизии (Einheiten) - 161-я пехотная дивизия - 1/,2/,3/336-й пехотный полк - 1/,2/,3/364-й пехотный полк - 1/,2/,3/371-й пехотный полк - 241-й быстрый батальон - 1/,2/,3/,4/241-й артиллерийский полк - 241-й пионерский батальон - 241-й батальон связи - Подразделения поддержки 241-й дивизии (Einheiten) - 339-я пехотная дивизия: 1 неизвестный полк и подразделения поддержки - XXVII армейский корпус: - 86-я пехотная дивизия - 1/,2/,3/167-й пехотный полк - 1/,2/,3/184-й пехотный полк - 1/,2/,3/216-й пехотный полк - 186-й быстрый батальон - 1/,2/,3/,4/186-й артиллерийский полк - 186-й пионерский батальон - 186-й батальон связи - Подразделения поддержки 186-й дивизии (Einheiten) - 129-я пехотная дивизия - 1/,2/,3/427-й пехотный полк - 1/,2/,3/428-й пехотный полк - 1/,2/,3/430-й пехотный полк - 129-й противотанковый дивизион - 129-й велосипедный батальон - 1/,2/,3/,4/129-й артиллерийский полк - 129-й пионерский батальон - 129-й батальон связи - Подразделения поддержки 129-й дивизии (Einheiten) - 162-я пехотная дивизия - 1/,2/,3/303-й пехотный полк - 1/,2/,3/314-й пехотный полк - 1/,2/,3/329-й пехотный полк - 1/,2/,3/,4/236-й артиллерийский полк - 236-й батальон шнеллеров - 236-й батальон связи - 236-й пионерский батальон - Подразделения поддержки 236-й дивизии (Einheiten) - 251-я пехотная дивизия - 1/,2/,3/451-й пехотный полк - 1/,2/,3/459-й пехотный полк - 1/,2/,3/471-й пехотный полк - 251-й быстрый батальон - 1/,2/,3/,4/251-й артиллерийский полк - 251-й пионерский батальон - 251-й батальон связи - Подразделения поддержки 251-й дивизии (Einheiten) - Охрана тыловых районов - 707-я пехотная дивизия: - 1/,2/,3/727-й пехотный полк - 1/,2/,3/747-й пехотный полк - 657-й артиллерийский батальон - 707-й пионерский батальон - 707-й батальон связи - Подразделения поддержки 707-й дивизии (Einheiten) - 339-я пехотная дивизия: (1 неизвестный полк отделен) - 1/,2/,3/691-й пехотный полк - 1/,2/,3/692-й пехотный полк - 1/,2/,3/693-й пехотный полк - 339-й быстрый батальон - 339-й артиллерийский батальон - 339-й пионерский батальон - 339-й батальон связи - Подразделения поддержки 339-й дивизии (Einheiten) - 221-я охранная дивизия: (отряд, реальные Подразделения поддержки неизвестно) - 1/,2/,3/350-й пехотный полк - 1/,2/,3/45-й пехотный полк - 1/8-й полицейский полк (смешанная мобильность) - 201-я моторизованная рота связи - 1/221-й артиллерийский батальон - Подразделения поддержки 350-й дивизии (Einheiten) - 403-я охранная дивизия: - 1/,2/,3/354-й пехотный полк - 1/,2/,3/177-й пехотный полк - 2/8-й полицейский полк - 826-я моторизованная рота связи - Подразделения поддержки 403-й дивизии (Einheiten) - 202-я охранная бригада: организация неизвестна - 203-я охранная бригада: организация неизвестна |

### 22 апреля 1942
| - В распоряжении группы армий: - 6-я танковая дивизия: неизвестная часть дивизии - 7-я танковая дивизия: неизвестная часть дивизии - 2-я танковая армия - XLVII моторизованный корпус - 10-я моторизованная дивизия (присутствует только часть) - 1/,2/,3/20-й моторизованный полк - 1/,2/,3/41-й моторизованный полк - 10-й противотанковый дивизион - 10-й мотоциклетный батальон - 1/,2/,3/,4/10-й артиллерийский полк - 10-й батальон связи - 10-й пионерский батальон - Подразделения поддержки 10-й дивизии (Einheiten) - 17-я танковая дивизия: - 1/39-й танковый полк - 17-я моторизованная бригада - 1/,2/,3/40-й моторизованный полк - 1/,2/,3/63-й моторизованный полк - 27-й противотанковый дивизион - 17-й мотоциклетный батальон - 1/,2/,3/27-й артиллерийский полк - 27-й батальон связи - 27-й пионерский батальон - Подразделения поддержки 27-й дивизии (Einheiten) - 18-я танковая дивизия: - 1/18-й танковый полк - 18-я моторизованная бригада - 1/,2/,3/52-й моторизованный полк - 1/,2/,3/101-й моторизованный полк - 88-й противотанковый дивизион - 18-й мотоциклетный батальон - 1/,2/,3/88-й артиллерийский полк - 88-й батальон связи - 98-й пионерский батальон - Подразделения поддержки 88-й дивизии (Einheiten) - 29-я моторизованная дивизия: неизвестная часть придана 18-й танковой дивизии. Полную организацию см. в LIII армейский корпус. - 208-я пехотная дивизия (присутствует только 2/3 дивизии) - 1/,2/,3/309-й пехотный полк - 1/,2/,3/337-й пехотный полк - 1/,2/,3/338-й пехотный полк - 208-й противотанковый дивизион - 208-й велосипедный батальон - 1/,2/,3/,4/208-й артиллерийский полк - 208-й пионерский батальон - 208-й батальон связи - Подразделения поддержки 208-й дивизии (Einheiten) - 211-я пехотная дивизия: (присутствуют только 2/3 дивизии) - 1/,2/,3/306-й пехотный полк - 1/,2/,3/317-й пехотный полк - 1/,2/,3/365-й пехотный полк - 211-й быстрый батальон - 1/,2/,3/211-й артиллерийский полк - 4/220-й артиллерийский дивизион - 211-й пионерский батальон - 211-й батальон связи - Подразделения поддержки 211-й дивизии (Einheiten) - 216-я пехотная дивизия (присутствует только 1/3 дивизии) - 1/,2/,3/384-й пехотный полк - 1/,2/,3/396-й пехотный полк - 216-й быстрый батальон - 1/,2/,3/,4/216-й артиллерийский полк - 216-й пионерский батальон - 216-й батальон связи - Подразделения поддержки 216-й дивизии (Einheiten) - 339-я пехотная дивизия - 1/,2/,3/691-й пехотный полк - 1/,2/,3/692-й пехотный полк - 1/,2/,3/693-й пехотный полк - 339-й быстрый батальон - 339-й артиллерийский дивизион - 339-й пионерский батальон - 339-й батальон связи - Подразделения поддержки 339-й дивизии (Einheiten) - Группа «Эбербах»: - 4-я танковая дивизия: - 1/35-й танковый полк - 4-я моторизованная бригада - 1/,2/,3/12-й моторизованный полк - 1/,2/,3/33-й моторизованный полк - 49-й противотанковый дивизион - 34-й мотоциклетный батальон - 1/,2/,3/103-й артиллерийский полк - 79-й батальон связи - 79-й пионерский батальон - Подразделения поддержки 79-й дивизии (Einheiten) - 10-я моторизованная дивизия (присутствует только часть). Полную структуру см. XLVI моторизованный корпус - LIII армейский корпус: - 56-я пехотная дивизия (небольшая часть отделена) - 1/,2/,3/171-й пехотный полк - 1/,2/,3/192-й пехотный полк - 1/,2/,3/234-й пехотный полк - 156-й быстрый батальон - 1/,2/,3/,4/156-й артиллерийский полк - 156-й пионерский батальон - 156-й батальон связи - Подразделения поддержки 156-й дивизии (Einheiten) - 10-я моторизованная дивизия (присутствует только часть). Полную организационную структуру см. в разделе XLVI армейский корпус. - 25-я моторизованная дивизия - 1/,2/,3/35-й пехотный полк - 1/,2/,3/119-й пехотный полк - 25-й противотанковый дивизион - 25-й мотоциклетный батальон - 1/,2/,3/,4/25-й артиллерийский полк - 25-й батальон связи - 25-й пионерский батальон - Подразделения поддержки 25-й дивизии (Einheiten) - 112-я пехотная дивизия - 1/,2/,3/110-й пехотный полк - 1/,2/,3/256-й пехотный полк - 1/,2/,3/258-й пехотный полк - 120-й быстрый батальон - 1/,2/,3/,4/85-й артиллерийский полк - 112-й пионерский батальон - 112-й батальон связи - Подразделения поддержки 112-й дивизии (Einheiten) - 134-я пехотная дивизия - 1/,2/,3/439-й пехотный полк - 1/,2/,3/445-й пехотный полк - 1/,2/,3/446-й пехотный полк - 134-й быстрый батальон - 1/,2/,3/,4/134-й артиллерийский полк - 134-й пионерский батальон - 134-й батальон связи - Подразделения поддержки 134-й дивизии (Einheiten) - 296-я пехотная дивизия - 1/,2/,3/519-й пехотный полк - 1/,2/,3/520-й пехотный полк - 1/,2/,3/521-й пехотный полк - 296-й быстрый батальон - 1/,2/,3/,4/296-й артиллерийский полк - 296-й пионерский батальон - 296-й батальон связи - Подразделения поддержки 296-й дивизии (Einheiten) - XXXV армейский корпус: - 29-я моторизованная дивизия (небольшая, неизвестная часть отделена) - 1/,2/,3/15-й моторизованный полк - 1/,2/,3/71-й моторизованный полк - 29-й противотанковый дивизион - 129-й танковый батальон - 29-й мотоциклетный батальон - 1/,2/,3/,4/29-й артиллерийский полк - 29-й батальон связи - 29-й пионерский батальон - Подразделения поддержки 29-й дивизии (Einheiten) - 262-я пехотная дивизия - 1/,2/,3/462-й пехотный полк - 1/,2/,3/482-й пехотный полк - 1/,2/,3/486-й пехотный полк - 262-й быстрый батальон - 1/,2/,3/,4/262-й артиллерийский полк - 262-й пионерский батальон - 262-й батальон связи - Подразделения поддержки 262-й дивизии (Einheiten) - 293-я пехотная дивизия - 1/,2/510-й пехотный полк - 1/,2/511-й пехотный полк - 1/,2/512-й пехотный полк - 293-й быстрый батальон - 1/,2/,3/,4/293-й артиллерийский полк - 293-й пионерский батальон - 293-й батальон связи - Подразделения поддержки 293-й дивизии (Einheiten) - 3-я танковая дивизия (присутствует только небольшая, неизвестная часть дивизии) - 4-я армия - В распоряжении армии: - Штаб/ &Отделение/5-й танковой дивизии: организация неизвестна - Штаб/15-й пехотной дивизии: организация неизвестна - 442-я специальная оперативная группа (с группой Габленца) - Отряд/31-я пехотная дивизия - XL моторизованный корпус: - 19-я танковая дивизия - 1/27-й танковый полк - 19-я моторизованная бригада - 1/,2/,3/73-й моторизованный полк - 1/,2/,3/74-й моторизованный полк - 19-й противотанковый дивизион - 19-й мотоциклетный батальон - 1/,2/,3/19-й артиллерийский полк - 19-й батальон связи - 19-й пионерский батальон - Подразделения поддержки 19-й дивизии (Einheiten) - 216-я пехотная дивизия: неизвестный отряд, организация неизвестна - 131-я пехотная дивизия: неизвестный отряд, организация неизвестна - 331-я пехотная дивизия - 1/,2/557-й пехотный полк - 1/,2/,3/558-й пехотный полк - 1/,2/,3/559-й пехотный полк - 331-й быстрый батальон - 1/,2/331-й артиллерийский полк - 331-й пионерский батальон - 331-й батальон связи - Подразделения поддержки 331-й дивизии (Einheiten) - 403-я охранная дивизия: (часть, размер неизвестен) - 211-я пехотная дивизия: (часть, размер неизвестен) - Группа Шлемма: организация неизвестна - XII армейский корпус - 98-я пехотная дивизия - 1/,2/,3/282-й пехотный полк - 1/,2/,3/289-й пехотный полк - 1/,2/,3/290-й пехотный полк - 198-й быстрый батальон - 1/,2/,3/,4/198-й артиллерийский полк - 198-й пионерский батальон - 198-й батальон связи - Подразделения поддержки 198-й дивизии (Einheiten) - 216-я пехотная дивизия (часть, численность неизвестна) - 268-я пехотная дивизия - 1/,2/468-й пехотный полк - 2/,3/488-й пехотный полк - 1/,2/499-й пехотный полк - 268-й быстрый батальон - 1/,2/,3/,4/268-й артиллерийский полк - 268-й пионерский батальон - 268-й батальон связи - Подразделения поддержки 268-й дивизии (Einheiten) - 34-я пехотная дивизия (1 неизвестный полк и подразделения поддержки) - 131-я пехотная дивизия (1 неизвестный полк и вспомогательные подразделения) - 268-я пехотная дивизия (неизвестный отряд) - 5-я танковая дивизия (неизвестный отряд) - 10-я моторизованная дивизия (неизвестный отряд) - 17-я пехотная дивизия (неизвестный отряд) - 23-я пехотная дивизия (неизвестный отряд) - XIII армейский корпус: - 52-я пехотная дивизия - 1/,2/163-й пехотный полк - 1/,2/181-й пехотный полк - 1/,2/205-й пехотный полк - 152-й противотанковый дивизион - 152-й велосипедный батальон - 1/,2/,3/,4/152-й артиллерийский полк - 152-й пионерский батальон - 152-й батальон связи - Подразделения поддержки 152-й дивизии (Einheiten) - 137-я пехотная дивизия - 1/,2/447-й пехотный полк - 2/,3/448-й пехотный полк - 1/,2/,3/449-й пехотный полк - 137-й быстрый батальон - 1/,2/,3/,4/137-й артиллерийский полк - 137-й пионерский батальон - 137-й батальон связи - Подразделения поддержки 137-й дивизии (Einheiten) - 260-я пехотная дивизия (некоторые мелкие подразделения выведены из состава дивизии) - 1/,2/460-й пехотный полк - 1/,2/470-й пехотный полк - 1/,2/480-й пехотный полк - 260-й быстрый батальон - 1/,2/,3/,4/260-й артиллерийский полк - 653-й пионерский батальон - 260-й батальон связи - Подразделения поддержки 260-й дивизии (Einheiten) - 263-я пехотная дивизия - 2/,3/463-й пехотный полк - 1/,2/483-й пехотный полк - 1/,2/485-й пехотный полк - 263-й быстрый батальон - 1/,2/,3/,4/263-й артиллерийский полк - 263-й пионерский батальон - 263-й батальон связи - Подразделения поддержки 263-й дивизии (Einheiten) - XLIII армейский корпус: - 31-я пехотная дивизия (несколько мелких отрядов) - 1/,3/12-й пехотный полк - 1/,3/17-й пехотный полк - 1/,2/82-й пехотный полк - 31-й противотанковый дивизион - 31-й велосипедный батальон - 1/,2/,3/31-й артиллерийский полк - 1/67-й артиллерийский дивизион - 31-й пионерский батальон - 31-й батальон связи - Подразделения поддержки 31-й дивизии (Einheiten) - 10-я моторизованная дивизия (приписана к 31-й) (небольшой отряд, организация неизвестна) - 211-я пехотная дивизия (приписана к 31-й) (небольшой отряд, организация неизвестна) - 34-я пехотная дивизия (1 полк отделен) - 1/,2/,3/80-й пехотный полк - 1/,2/,3/107-й пехотный полк - 1/,2/,3/253-й пехотный полк - 34-й противотанковый дивизион - 34-й велосипедный батальон - 1/,2/,3/34-й артиллерийский полк - 1/70-й артиллерийский дивизион - 34-й пионерский батальон - 34-й батальон связи - Подразделения поддержки 34-й дивизии (Einheiten) - 131-я пехотная дивизия (1 полк отделён) - 1/,2/431-й пехотный полк - 1/,2/432-й пехотный полк - 1/,2/434-й пехотный полк - 131-й быстрый батальон - 1/,2/,3/,4/131-й артиллерийский полк - 131-й пионерский батальон - 131-й батальон связи - Подразделения поддержки 131-й дивизии (Einheiten) - 266-я охранная дивизия (приписан к 131-й) (небольшой отряд, организация неизвестна) - 4-я танковая армия - В распоряжении армии: - 267-я пехотная дивизия - 1/,2/,3/467-й пехотный полк - 1/,2/,3/487-й пехотный полк - 1/,2/,3/267-й быстрый батальон - 1/,2/,3/,4/267-й артиллерийский полк - 267-й пионерский батальон - 267-й батальон связи - Подразделения поддержки 267-й дивизии (Einheiten) - 213-я охранная дивизия: Отряд неизвестного размера из состава дивизии - XX армейский корпус: - 17-я пехотная дивизия (неизвестно, мелкие отряды удалены) - 1/,2/,3/21-й пехотный полк - 1/,2/,3/55-й пехотный полк - 1/,2/,3/95-й пехотный полк - 17-й противотанковый дивизион - 17-й велосипедный батальон - 1/,2/,3/17-й артиллерийский полк - 1/53-й артиллерийский дивизион - 17-й пионерский батальон - 17-й батальон связи - Подразделения поддержки 17-й дивизии (Einheiten) - 20-я танковая дивизия (неизвестно, незначительные отряды удалены) - 3/21-й танковый полк - 20-я моторизованная бригада - 1/,2/,3/59-й моторизованный полк - 1/112-й моторизованный полк - 92-й противотанковый дивизион - 20-й мотоциклетный батальон - 1/,2/,3/92-й артиллерийский полк - 92-й батальон связи - 92-й пионерский батальон - Подразделения поддержки 92-й дивизии (Einheiten) - 183-я пехотная дивизия - 1/,2/,3/330-й пехотный полк - 1/,2/,3/351-й пехотный полк - 219-й быстрый батальон - 1/,2/,3/,4/219-й артиллерийский полк - 219-й пионерский батальон - 219-й батальон связи - Подразделения поддержки 219-й дивизии (Einheiten) - 255-я пехотная дивизия (1 полк отделен) - 1/,2/,3/465-й пехотный полк - 1/,2/,3/475-й пехотный полк - 1/,2/,3/255-й быстрый батальон - 1/,2/,3/,4/255-й артиллерийский полк - 255-й пионерский батальон - 255-й батальон связи - Подразделения поддержки 255-й дивизии (Einheiten) - 258-я пехотная дивизия - 1/,2/,3/458-й пехотный полк - 1/,2/,3/478-й пехотный полк - 1/,2/,3/479-й пехотный полк - 258-й противотанковый дивизион - 258-й велосипедный батальон - 1/,2/,3/,4/258-й артиллерийский полк - 258-й пионерский батальон - 258-й батальон связи - Подразделения поддержки 258-й дивизии (Einheiten) - 292-я пехотная дивизия - 1/,2/,3/507-й пехотный полк - 1/,2/,3/508-й пехотный полк - 292-й быстрый батальон - 1/,2/,3/,4/292-й артиллерийский полк - 292-й пионерский батальон - 292-й батальон связи - Подразделения поддержки 292-й дивизии (Einheiten) - IX армейский корпус: - 7-я пехотная дивизия (неизвестно, незначительные отряды удалены) - 1/,2/,3/19-й пехотный полк - 1/,2/,3/61-й пехотный полк - 1/,2/,3/62-й пехотный полк - 7-й противотанковый дивизион - 7-й велосипедный батальон - 1/,2/,3/7-й артиллерийский полк - 1/43-й артиллерийский дивизион - 7-й пионерский батальон - 7-й батальон связи - Подразделения поддержки 7-й дивизии (Einheiten) - 197-я пехотная дивизия - 1/,2/,3/321-й пехотный полк - 1/,2/,3/332-й пехотный полк - 1/,2/347-й пехотный полк - 229-й быстрый батальон - 1/,2/,3/,4/229-й артиллерийский полк - 229-й пионерский батальон - 229-й батальон связи - Подразделения поддержки 229-й дивизии (Einheiten) - 78-я пехотная дивизия - 1/,2/14-й пехотный полк - 1/,2/195-й пехотный полк - 1/,2/215-й пехотный полк - 178-й быстрый батальон - 1/,2/,3/,4/178-й артиллерийский полк - 178-й пионерский батальон - 178-й батальон связи - Подразделения поддержки 178-й дивизии (Einheiten) - 20-я танковая дивизия (приписана к 78-й дивизии) (небольшой, неизвестный отряд) - 252-я пехотная дивизия - 255-я пехотная дивизия (приписана к 252-й дивизии) (1 неизвестный полк и вспомогательные подразделения) - 7-я пехотная дивизия (приписана к 252-й дивизии) (незначительные, неизвестные отряды) - 35-я пехотная дивизия - 1/,2/34-й пехотный полк - 1/,2/109-й пехотный полк - 1/,3/111-й пехотный полк - 35-й противотанковый дивизион - 35-й велосипедный батальон - 1/,2/,3/35-й артиллерийский полк - 1/71-й артиллерийский дивизион - 35-й пионерский батальон - 35-й батальон связи - Подразделения поддержки 35-й дивизии (Einheiten) - 78-я пехотная дивизия (придана 35-й дивизии) (незначительные, неизвестные отряды) - 11-я танковая дивизия (отряд неизвестной численности) - 23-я пехотная дивизия (отряд неизвестной численности) - V армейский корпус: - 23-я пехотная дивизия (незначительные, неизвестные отряды) - 1/,2/,3/9-й пехотный полк - 1/,2/,3/67-й пехотный полк - 1/,2/,3/68-й пехотный полк - 23-й противотанковый дивизион - 23-й велосипедный батальон - 1/,2/,3/29-й артиллерийский полк - 1/59-й артиллерийский дивизион - 23-й пионерский батальон - 23-й батальон связи - Подразделения поддержки 23-й дивизии (Einheiten) - 3-я моторизованная дивизия - 1/,2/,3/8-й моторизованный полк - 1/,2/,3/29-й моторизованный полк - 3-й противотанковый дивизион - 103-й танковый батальон - 53-й мотоциклетный батальон - 1/,2/,3/,4/3-й артиллерийский полк - 3-й батальон связи - 3-й пионерский батальон - Подразделения поддержки 3-й дивизии (Einheiten) - 5-я танковая дивизия (незначительные, неизвестные отряды) - 1/,2/31-й танковый полк - 5-я моторизованная бригада - 1/,2/,3/13-й моторизованный полк - 1/,2/,3/14-й моторизованный полк - 704-я батарея штурмовых орудий - 53-й противотанковый дивизион - 56-й мотоциклетный батальон - 1/,2/,3/116-й артиллерийский полк - 77-й батальон связи - 89-й пионерский батальон - Подразделения поддержки 85-й дивизии (Einheiten) - 15-я пехотная дивизия (незначительные, неизвестные отряды) - 1/,2/,3/81-й пехотный полк - 1/,2/,3/88-й пехотный полк - 1/,2/,3/106-й пехотный полк - 15-й противотанковый дивизион - 15-й велосипедный батальон - 1/,2/,3/15-й артиллерийский полк - 1/51-й артиллерийский дивизион - 15-й пионерский батальон - 15-й батальон связи - Подразделения поддержки 15-й дивизии (Einheiten) | - 9-я армия - В распоряжении армии (известна как группа Функа) - 2-я танковая дивизия (небольшая, неизвестная часть дивизии присутствует) - 5-я танковая дивизия (небольшая, неизвестная часть дивизии присутствует) - 7-я танковая дивизия (бо́льшая часть дивизии присутствует) - 1/,2/25-й танковый полк - 7-я моторизованная бригада - 1/,2/,3/6-й моторизованный полк - 1/,2/,3/7-й моторизованный полк - 42-й противотанковый дивизион - 7-й мотоциклетный батальон - 1/,2/,3/7-й артиллерийский полк - 83-й батальон связи - 58-й пионерский батальон - Подразделения поддержки 58-й дивизии (Einheiten) - 246-я пехотная дивизия - 246-й дивизионный батальон - 1/,2/404-й пехотный полк - 1/,3/689-й пехотный полк - 246-я противотанковая рота - 246-я велосипедная рота - 1/,2/,3/246-й артиллерийский полк - 246-й пионерский батальон - 246-й батальон связи - Подразделения поддержки 246-й дивизии (Einheiten) - XLI моторизованный корпус: - 36-я моторизованная дивизия - 1/,2/,3/87-й моторизованный полк - 1/,2/,3/118-й моторизованный полк - 36-й противотанковый дивизион - 36-й мотоциклетный батальон - 1/,2/,3/,4/36-й артиллерийский полк - 36-й батальон связи - 36-й пионерский батальон - Подразделения поддержки 36-й дивизии (Einheiten) - 342-я пехотная дивизия - 1/,2/,3/697-й пехотный полк - 1/,2/,3/698-й пехотный полк - 1/,2/,3/699-й пехотный полк - 342-й быстрый батальон - 1/,2/,3/342-й артиллерийский полк - 342-й пионерский батальон - 342-й батальон связи - Подразделения поддержки 342-й дивизии (Einheiten) - 900-я моторизованная бригада: (присутствует только часть) - 1/,2/900-й моторизованный полк - 900-й противотанковый дивизион (3 роты) - 900-й артиллерийский дивизион (4 батареи) - 900-й пионерский батальон (3 роты) - 900-й батальон связи - 900-я административная служба - 2-я танковая дивизия (присутствует только неизвестная часть) - 2/3-й танковый полк - 2-я моторизованная бригада - 1/,2/,3/2-й моторизованный полк - 1/,2/,3/304-й моторизованный полк - 703-я батарея штурмовых орудий - 38-й противотанковый дивизион - 2-й мотоциклетный батальон - 1/,2/,3/74-й артиллерийский полк - 38-й батальон связи - 38-й пионерский батальон - Подразделения поддержки 38-й дивизии (Einheiten) - 6-я танковая дивизия (присутствует только неизвестная часть) - 1/,2/11-й танковый полк - 6-я моторизованная бригада - 1/,2/,3/4-й моторизованный полк - 1/,2/,3/114-й моторизованный полк - 41-й противотанковый дивизион - 6-й мотоциклетный батальон - 1/,2/,3/76-й артиллерийский полк - 82-й батальон связи - 57-й пионерский батальон - Подразделения поддержки 57-й дивизии (Einheiten) - Корпус Рекке: - 129-я пехотная дивизия - 1/,2/,3/427-й пехотный полк - 2/,3/428-й пехотный полк - 1/,2/430-й пехотный полк - 129-й противотанковый дивизион - 129-й велосипедный батальон - 1/,2/,3/,4/129-й артиллерийский полк - 129-й пионерский батальон - 129-й батальон связи - Подразделения поддержки 129-й дивизии (Einheiten) - 161-я пехотная дивизия - 1/,2/,3/336-й пехотный полк - 1/,2/,3/364-й пехотный полк - 1/,2/,3/371-й пехотный полк - 241-й быстрый батальон - 1/,2/,3/,4/241-й артиллерийский полк - 241-й пионерский батальон - 241-й батальон связи - Подразделения поддержки 241-й дивизии (Einheiten) - 162-я пехотная дивизия (дивизия расформирована в мае) - 1/,2/,3/303-й пехотный полк - 1/,2/,3/314-й пехотный полк - 1/329-й пехотный полк - 1/,2/,3/,4/236-й артиллерийский полк - 236-й пионерский батальон - 236-й батальон связи - Подразделения 236-й дивизии (Einheiten) - VI армейский корпус - 6-я пехотная дивизия - 1/,2/18-й пехотный полк - 1/,2/37-й пехотный полк - 1/,3/58-й пехотный полк - 6-й противотанковый дивизион - 6-й велосипедный батальон - 1/,2/,3/6-й артиллерийский полк - 1/42-й артиллерийский дивизион - 6-й пионерский батальон - 6-й батальон связи - Подразделения поддержки 6-й дивизии (Einheiten) - 26-я пехотная дивизия - - 1/,2/,3/39-й пехотный полк - 1/,2/,3/77-й пехотный полк - 1/,2/,3/78-й пехотный полк - 26-й противотанковый дивизион - 26-й велосипедный батальон - 1/,2/,3/26-й артиллерийский полк - 1/62-й артиллерийский дивизион - 26-й пионерский батальон - 26-й батальон связи - Подразделения поддержки 26-й дивизии (Einheiten) - 256-я пехотная дивизия - 1/,2/,3/456-й пехотный полк - 1/,2/,3/476-й пехотный полк - 1/,2/,3/481-й пехотный полк - 256-й быстрый батальон - 1/,2/,3/,4/256-й артиллерийский полк - 256-й пионерский батальон - 256-й батальон связи - Подразделения поддержки 256-й дивизии (Einheiten) - 102-я пехотная дивизия (приписана к 256-й дивизии) неизвестный отряд - 339-я пехотная дивизия (приписана к 256-й дивизии) неизвестный отряд - XLVI моторизованный корпус - 1-я моторизованная бригада СС «Рейхсфюрер» - 1/,2/,3/8-й моторизованный полк СС «Рейхсфюрер» - 1/,2/,3/10-й моторизованный полк СС «Рейхсфюрер» - Подразделения связи - 14-я моторизованная дивизия - 1/,2/,3/11-й моторизованный полк - 1/,2/,3/53-й моторизованный полк - 14-й противотанковый дивизион - 54-й мотоциклетный батальон - 1/,2/,3/,4/14-й артиллерийский полк - 14-й батальон связи - 14-й пионерский батальон - Подразделения поддержки 14-й дивизии (Einheiten) - 206-я пехотная дивизия - 2/,3/301-й пехотный полк - 1/,2/312-й пехотный полк - 1/,2/413-й пехотный полк - 206-й быстрый батальон - 1/,2/,3/,4/206-й артиллерийский полк - 206-й пионерский батальон - 206-й батальон связи - Подразделения поддержки 206-й дивизии (Einheiten) - 129-я пехотная дивизия (приписана к 206-й дивизии): небольшой неизвестный отряд - 251-я пехотная дивизия - 1/,2/,3/451-й пехотный полк - 1/,2/,3/459-й пехотный полк - 1/,2/,3/471-й пехотный полк - 251-й быстрый батальон - 1/,2/,3/,4/251-й артиллерийский полк - 251-й пионерский батальон - 251-й батальон связи - Подразделения поддержки 251-й дивизии (Einheiten) - 216-я пехотная дивизия (приписана к 251-й дивизии) - 1 полк и вспомогательные подразделения - XXIII армейский корпус: - - 253-я пехотная дивизия - 1/,2/,3/453-й пехотный полк - 1/,2/,3/464-й пехотный полк - 1/,2/,3/473-й пехотный полк - 253-й быстрый батальон - 1/,2/,3/,4/253-й артиллерийский полк - 253-й пионерский батальон - 253-й батальон связи - Подразделения поддержки 253-й дивизии (Einheiten) - 102-я пехотная дивизия - 1/,2/,3/84-й пехотный полк - 1/,2/,3/232-й пехотный полк - 1/,2/,3/233-й пехотный полк - 1/,2/,3/235-й пехотный полк* - 102-й противотанковый дивизион - 102-й велосипедный батальон - 1/,2/,3/,4/102-й артиллерийский полк - 102-й пионерский батальон - 102-й батальон связи - Подразделения поддержки 102-й дивизии (Einheiten) - 110-я пехотная дивизия (1 полк и вспомогательные подразделения) - Кавалерийская бригада СС - 1-й кавалерийский полк СС - 2-й кавалерийский полк СС - 1/СС артиллерийский полк - Велосипедный разведывательный батальон СС - 1-я танковая дивизия (большая часть дивизии присутствует) - 2/1-й танковый полк - 1-я моторизованная бригада - 1/,2/,3/1-й моторизованный полк - 1/,2/,3/113-й моторизованный полк - 702-я батарея штурмовых орудий - 37-й противотанковый дивизион - 1-й мотоциклетный батальон - 1/,2/,3/73-й артиллерийский полк - 37-й батальон связи - 37-й пионерский батальон - Подразделения поддержки 37-й дивизии (Einheiten) - 2-я танковая дивизия (приписана к 1-й танковой дивизии): отряд неизвестной численности - 5-я танковая дивизия (приписана к 1-й танковой дивизии): отряд неизвестной численности - 208-я пехотная дивизия (приписана к 1-й танковой дивизии): отряд неизвестной численности - XXVII армейский корпус - 86-я пехотная дивизия (присутствуют 2 из 3 полков) - 1/,2/,3/167-й пехотный полк - 1/,2/184-й пехотный полк - 1/,2/,3/216-й пехотный полк - 186-й быстрый батальон - 1/,2/,3/,4/186-й артиллерийский полк - 186-й пионерский батальон - 186-й батальон связи - Подразделения поддержки 186-й дивизии (Einheiten) - 110-я пехотная дивизия (за вычетом 1 полка и вспомогательных подразделений) - 1/,2/,3/252-й пехотный полк - 1/,2/,3/254-й пехотный полк - 1/,2/255-й пехотный полк - 110-й противотанковый дивизион - 110-й велосипедный батальон - 1/,2/,3/,4/110-й артиллерийский полк - 110-й пионерский батальон - 110-й батальон связи - Подразделения поддержки 110-й дивизии (Einheiten) - 7-я танковая дивизия (приписана к 110-й дивизии): отряд неизвестной численности - 328-я пехотная дивизия (1 полк и вспомогательные подразделения) - 1-я танковая дивизия: отряд неизвестной численности - 5-я танковая дивизия: отряд неизвестной численности - 3-я танковая армия - LIX армейский корпус - 330-я пехотная дивизия - 1/,2/554-й пехотный полк - 1/,2/555-й пехотный полк - 1/,2/556-й пехотный полк - 330-й быстрый батальон - 1/,2/330-й артиллерийский полк - 330-й пионерский батальон - 330-й батальон связи - Подразделения поддержки 330-й дивизии (Einheiten) - 328-я пехотная дивизия (1 полк и вспомогательные подразделения) - 205-я пехотная дивизия - 2/,3/335-й пехотный полк - 1/,2/353-й пехотный полк - 2/,3/358-й пехотный полк - 205-я противотанковая рота - 205-й велосипедный эскадрон - 1/,2/,3/,4/205-й артиллерийский полк - 205-й пионерский батальон - 205-й батальон связи - Подразделения поддержки 205-й дивизии (Einheiten) - 83-я пехотная дивизия (1 полк отделен) - 1/,2/,3/251-й пехотный полк - 1/,2/,3/257-й пехотный полк - 1/,2/,3/277-й пехотный полк - 183-й быстрый батальон - 1/,2/,3/,4/183-й артиллерийский полк - 183-й пионерский батальон - 183-й батальон связи - Подразделения поддержки 183-й дивизии (Einheiten) - 218-я пехотная дивизия (присутствуют только 1 полк и подразделения поддержки) - Отдельные войска: - 83-я пехотная дивизия (1 полк и штаб дивизии) - 81-я пехотная дивизия (присутствовала только часть дивизии) - 1/,2/,3/161-й пехотный полк - 1/,2/,3/174-й пехотный полк - 1/,2/,3/189-й пехотный полк - 181-й быстрый батальон - 1/,3/,4/181-й артиллерийский полк - 181-й пионерский батальон - 181-й батальон связи - Подразделения поддержки 181-й дивизии (Einheiten) - 218-я пехотная дивизия: (1 полк и вспомогательные подразделения отделены) - 1/,2/,3/323-й пехотный полк - 1/,2/,3/386-й пехотный полк - 1/,2/,3/397-й пехотный полк - 218-й быстрый батальон - 1/,2/,3/,4/218-й артиллерийский полк - 218-й пионерский батальон - 218-й батальон связи - Подразделения поддержки 218-й дивизии (Einheiten) - Охрана тыловых районов - 11-я танковая дивизия: (некоторые отряды удалены) - 1/,2/,3/15-й танковый полк - 11-я моторизованная бригада - 1/,2/,3/110-й моторизованный полк - 1/,2/,3/111-й моторизованный полк - 61-й противотанковый дивизион - 61-й мотоциклетный батальон - 1/,2/,3/,4/119-й артиллерийский полк - 341-й батальон связи - 209-й пионерский батальон - Подразделения поддержки 61-й дивизии (Einheiten) - 221-я охранная дивизия - 1/,2/,3/350-й пехотный полк - 1/,2/,3/45-й пехотный полк - 1/8-й полицейский полк (смешанная мобильность) - 201-я моторизованная рота связи - 1/221-й артиллерийский дивизион - Подразделения поддержки 350-й дивизии (Einheiten) - 285-я охранная дивизия (несколько мелких отрядов) - 1/,2/,3/322-й пехотный полк - 1/,2/,3/113-й пехотный полк - 1/9-й полицейский полк - 823-я моторизованная рота связи - 3/207-й артиллерийский дивизион - Подразделения поддержки 322-й дивизии (Einheiten) - 322-я дивизионная квартирмейстерская рота - 403-я охранная дивизия (некоторые отряды) - 1/,2/,3/354-й пехотный полк - 1/,2/,3/177-й пехотный полк - 2/8-й полицейский полк - 826-я моторизованная рота связи - Подразделения поддержки 403-й дивизии (Einheiten) - 201-я охранная бригада: организация неизвестна - 202-я охранная бригада: организация неизвестна - 707-я пехотная дивизия: - 1/,2/,3/727-й пехотный полк - 1/,2/,3/747-й пехотный полк - 657-й артиллерийский дивизион - 707-й пионерский батальон - 707-й батальон связи - Подразделения поддержки 707-й дивизии (Einheiten) |

### 12 августа 1942
- 2-я танковая армия
- 4-я полевая армия
- 3-я танковая армия
- 9-я полевая армия
- Командование тыловой зоны группы армий «Центр»

### 22 декабря 1942
- 2-я танковая армия
- 4-я полевая армия
- 3-я танковая армия
- 9-я полевая армия
- Командование тыловой зоны группы армий «Центр»

### 1 января 1943
| - Подразделения прямого подчинения - 431-й моторизованный картографический отряд - 2-й велосипедный охранный полк - 1/1-й смоленский артиллерийский полк - 4 полевые батареи - 3 76.2mm орудий в каждой - 1 полевая батарея - 3 100mm орудий - 213-й корпусной батальон связи - 600-й казачий батальон - 601-й ост батальон (O-й Battalion) - 602-й ост батальон (Днепр) - 603-й ост батальон (Дюна) - 604-й ост батальон (Припять) - Ударная группа полковника Кейлинера (Stossgruppe Ober-й Kaeliner) - 1-й лёгкий пехотный батальон - 390-я дивизия полевой подготовки (Feldausbildungs Division) (организация неизвестна) - 391-я дивизия полевой подготовки (организация неизвестна) - Охрана тыла: - 201-я охранная дивизия - 1/,2/,3/406-й пехотный полк - 1/,2/,3/601-й пехотный полк - 201-й (русская) кавалерийская рота - 201-й моторизованная рота связи - 3/213-й артиллерийский дивизион - Подразделения поддержки дивизии - 203-я охранная дивизия - 1/,2/,3/608-й пехотный полк - 1/,2/,3/613-й пехотный полк - 339-й (русская) кавалерийская рота - 203-й моторизованная рота связи - Дивизионная квартирмейстерская рота - 221-я охранная дивизия - 1/,2/,3/350-й пехотный полк - 1/,2/,3/45-й пехотный полк - 221-й (русская) кавалерийская рота - 1/8-й полицейский полк (смешанные мобильные роты) - 201-й моторизованная рота связи - 1/221-й артиллерийский дивизион - Подразделения поддержки дивизии - 286-я охранная дивизия - 1/,2/,3/122-й пехотный полк - 1/,2/,3/61-й пехотный полк - 286-я (русская) кавалерийская рота - 3/8-й полицейский полк - 25-я моторизованная рота связи - 2/213-й артиллерийский дивизион - Подразделения поддержки дивизии - 2-я танковая армия - 707-я пехотная дивизия - 1/,2/,3/727-й пехотный полк - 1/,2/,3/747-й пехотный полк - 657-й артиллерийский дивизион - 707-й инженерный батальон - 707-й батальон связи - Подразделения поддержки дивизии - XXXV армейский корпус: - 4-я танковая дивизия - 1/35-й танковый полк - 4-я моторизованная бригада - 1/,2/,3/12-й моторизованный полк - 1/,2/,3/33-й моторизованный полк - 49-й противотанковый дивизион - 34-й мотоциклетный батальон - 1/,2/,3/103-й артиллерийский полк - 79-й батальон связи - 79-й инженерный батальон - Подразделения поддержки дивизии - 56-я пехотная дивизия - 1/,2/,3/171-й пехотный полк - 1/,2/,3/192-й пехотный полк - 1/,2/,3/234-й пехотный полк - 156-й быстрый батальон (Schnelle Abteilung 156) - 1/,2/,3/,4/156-й артиллерийский полк - 156-й инженерный батальон - 156-й батальон связи - Подразделения поддержки дивизии - 262-я пехотная дивизия - 1/,2/,3/462-й пехотный полк - 1/,2/,3/482-й пехотный полк - 1/,2/,3/486-й пехотный полк - 262-й быстрый батальон - 1/,2/,3/,4/262-й артиллерийский полк - 262-й инженерный батальон - 262-й батальон связи - Подразделения поддержки дивизии - LIII армейский корпус: - 25-я моторизованная дивизия - 1/,2/,3/35-й моторизованный полк - 1/,2/,3/119-й моторизованный полк - 25-й мотоциклетный батальон - 1/,2/,3/,4/25-й артиллерийский полк - 25-й противотанковый дивизион - 25-й батальон связи - 25-й инженерный батальон - Подразделения поддержки дивизии - 112-я пехотная дивизия - 1/,2/,3/110-й пехотный полк - 1/,2/,3/256-й пехотный полк - 1/,2/,3/258-й пехотный полк - 120-й быстрый батальон - 1/,2/,3/,4/85-й артиллерийский полк - 112-й инженерный батальон - 112-й батальон связи - Подразделения поддержки дивизии - 134-я пехотная дивизия - 1/,2/,3/439-й пехотный полк - 1/,2/,3/445-й пехотный полк - 1/,2/,3/446-й пехотный полк - 134-й быстрый батальон - 1/,2/,3/,4/134-й артиллерийский полк - 134-й инженерный батальон - 134-й батальон связи - Подразделения поддержки дивизии - 293-я пехотная дивизия - 1/,2/510-й пехотный полк - 1/,2/511-й пехотный полк - 1/,2/512-й пехотный полк - 293-й быстрый батальон - 1/,2/,3/,4/293-й артиллерийский полк - 293-й инженерный батальон - 293-й батальон связи - Подразделения поддержки дивизии - 296-я пехотная дивизия - 2/,3/519-й пехотный полк - 2/,3/520-й пехотный полк - 1/,2/,3/521-й пехотный полк - 296-й быстрый батальон - 1/,2/,3/,4/296-й артиллерийский полк - 296-й инженерный батальон - 296-й батальон связи - Подразделения поддержки дивизии - XLVII танковый корпус: - 208-я пехотная дивизия - 1/,2/,3/309-й пехотный полк - 1/,2/,3/337-й пехотный полк - 1/,2/,3/338-й пехотный полк - 208-й противотанковый дивизион - 208-й велосипедный батальон - 1/,2/,3/,4/208-й артиллерийский полк - 208-й инженерный батальон - 208-й батальон связи - Подразделения поддержки дивизии - 211-я пехотная дивизия - 1/,2/,3/306-й пехотный полк - 1/,2/,3/317-й пехотный полк - 1/,2/,3/365-й пехотный полк - 211-й быстрый батальон - 1/,2/,3/,4/211-й артиллерийский полк - 211-й инженерный батальон - 211-й батальон связи - Подразделения поддержки дивизии - 339-я пехотная дивизия - 1/,2/,3/691-й пехотный полк - 1/,2/,3/692-й пехотный полк - 1/,2/,3/693-й пехотный полк - 339-й быстрый батальон - 339-й артиллерийский дивизион - 339-й инженерный батальон - 339-й батальон связи - Подразделения поддержки дивизии - 18-я танковая дивизия - 1/,2/42-й моторизованный полк - 1/,2/101-й моторизованный полк - 18-й моторизованный разведывательный батальон - 18-й танковый батальон - 1/,2/,3/88-й артиллерийский полк - 292-й армейский зенитный батальон - 27-й противотанковый дивизион - 98-й моторизованный инженерный батальон - 27-й моторизованный батальон связи - Подразделения поддержки дивизии - Группа Korück 532 - 102-я венгерская лёгкая дивизия (организация неизвестна) - 108-я венгерская лёгкая дивизия (организация неизвестна) - 4-я армия - 442-я дивизия z.b.V (организация неизвестна) - 331-я пехотная дивизия (покинула регион) - 1/,2/557-й пехотный полк - 1/,2/,3/558-й пехотный полк - 1/,2/,3/559-й пехотный полк - 331-й быстрый батальон - 1/,2/331-й артиллерийский полк - 331-й инженерный батальон - 331-й батальон связи - Подразделения поддержки дивизии - LVI танковый корпус: - 10-я моторизованная дивизия - 1/,2/,3/20-й моторизованный полк - 1/,2/,3/41-й моторизованный полк - 10-й противотанковый дивизион - 10-й мотоциклетный батальон - 1/,2/,3/,4/10-й артиллерийский полк - 10-й батальон связи - 10-й инженерный батальон - Подразделения поддержки дивизии - 131-я пехотная дивизия - 1/,2/,3/431-й пехотный полк - 1/,2/432-й пехотный полк - 1/,2/,3/434-й пехотный полк - 131-й быстрый батальон - 1/,2/,3/,4/131-й артиллерийский полк - 131-й инженерный батальон - 131-й батальон связи - Подразделения поддержки дивизии - 267-я пехотная дивизия - 1/,2/,3/467-й пехотный полк - 1/,2/,3/487-й пехотный полк - 267-й быстрый батальон - 1/,2/,3/,4/267-й артиллерийский полк - 267-й инженерный батальон - 267-й батальон связи - Подразделения поддержки дивизии - 321-я пехотная дивизия - 1/,2/,3/588-й пехотный полк - 1/,2/,3/589-й пехотный полк - 1/,2/,3/590-й пехотный полк - 321-й быстрый батальон - 1/,2/,3/321-й артиллерийский полк - 321-й инженерный батальон - 321-й батальон связи - Подразделения поддержки дивизии - XLIII армейский корпус: - 34-я пехотная дивизия - 1/,2/80-й пехотный полк - 1/,2/107-й пехотный полк - 1/,2/253-й пехотный полк - 34-й противотанковый дивизион - 34-й велосипедный батальон - 1/,2/,3/34-й артиллерийский полк - 1/70-й артиллерийский дивизион - 34-й инженерный батальон - 34-й батальон связи - Подразделения поддержки дивизии - 137-я пехотная дивизия - 1/,2/447-й пехотный полк - 1/449-й пехотный полк - 2/,3/448-й пехотный полк - 2/449-й пехотный полк - 137-й дивизионный батальон1 - 137-й быстрый батальон - 1/,2/,3/,4/137-й артиллерийский полк - 137-й инженерный батальон - 137-й батальон связи - Подразделения поддержки дивизии - 263-я пехотная дивизия - 2/,3/463-й пехотный полк - 1/,2/483-й пехотный полк - 1/,2/485-й пехотный полк - 263-й быстрый батальон - 1/,2/,3/,4/263-й артиллерийский полк - 263-й инженерный батальон - 263-й батальон связи - Подразделения поддержки дивизии - XII армейский корпус: - 260-я пехотная дивизия - 1/,2/460-й пехотный полк - 1/,2/470-й пехотный полк - 1/,2/480-й пехотный полк - 260-й быстрый батальон - 1/,2/,3/,4/260-й артиллерийский полк - 653-й инженерный батальон - 260-й батальон связи - Подразделения поддержки дивизии - 268-я пехотная дивизия - 1/,2/,3/488-й пехотный полк - 1/,2/3/,499-й пехотный полк - 268-й быстрый батальон - 268-й дивизионный стрелковый батальон - 1/,2/,3/,4/268-й артиллерийский полк - 268-й инженерный батальон - 268-й батальон связи - Подразделения поддержки дивизии - IX армейский корпус: - 7-я пехотная дивизия - 1/,2/,3/19-й пехотный полк - 1/,2/,3/61-й пехотный полк - 1/,2/,3/62-й пехотный полк - 7-й противотанковый дивизион - 7-й велосипедный батальон - 1/,2/,3/7-й артиллерийский полк - 1/43-й артиллерийский дивизион - 7-й инженерный батальон - 7-й батальон связи - Подразделения поддержки дивизии - 35-я пехотная дивизия - 1/,2/34-й стрелковый полк - 1/,2/109-й пехотный полк - 1/,3/111-й пехотный полк - 35-й противотанковый дивизион - 35-й велосипедный батальон - 1/,2/,3/35-й артиллерийский полк - 1/71-й артиллерийский дивизион - 35-й инженерный батальон - 35-й батальон связи - Подразделения поддержки дивизии - 98-я пехотная дивизия - 1/,2/282-й пехотный полк - 1/,2/289-й пехотный полк - 1/,2/290-й пехотный полк - 198-й быстрый батальон - 1/,2/,3/,4/198-й артиллерийский полк - 198-й инженерный батальон - 198-й батальон связи - Подразделения поддержки дивизии - 252-я пехотная дивизия - 1/,2/,3/7-й пехотный полк - 1/,2/,3/461-й пехотный полк - 1/,2/,3/472-й пехотный полк - 252-й быстрый батальон - 1/,2/,3/,4/252-й артиллерийский полк - 252-й инженерный батальон - 252-й батальон связи - Подразделения поддержки дивизии - 258-я пехотная дивизия - 1/,2/,3/458-й пехотный полк - 1/,2/,3/478-й пехотный полк - 1/,2/,3/479-й пехотный полк - 258-й противотанковый дивизион - 258-й велосипедный батальон - 1/,2/,3/,4/258-й артиллерийский полк - 258-й инженерный батальон - 258-й батальон связи - Подразделения поддержки дивизии - 292-я пехотная дивизия - 1/,2/,3/507-й пехотный полк - 1/,2/,3/508-й пехотный полк - 292-й быстрый батальон - 1/,2/,3/,4/292-й артиллерийский полк - 292-й инженерный батальон - 292-й батальон связи - Подразделения поддержки дивизии - XLVI танковый корпус: - 5-я танковая дивизия - 1/,2/13-й моторизованный полк - 1/,2/14-й моторизованный полк - 5-й моторизованный разведывательный батальон - 1/,2/31-й танковый полк - 1/,2/,3/116-й артиллерийский полк - 8-й моторизованный разведывательный батальон - 53-й противотанковый (Panzerabwehr) батальон - 77-й моторизованный батальон связи - 89-й моторизованный инженерный батальон - Подразделения поддержки дивизии - 36-я моторизованная дивизия - 1/,2/,3/87-й моторизованный полк - 1/,2/,3/118-й моторизованный полк - 1/,2/,3/,4/36-й артиллерийский полк - 36-й мотоциклетный батальон - 36-й противотанковый дивизион - 36-й батальон связи - 36-й инженерный батальон - Подразделения поддержки дивизии - 342-я пехотная дивизия - 1/,2/,3/697-й пехотный полк - 1/,2/,3/698-й пехотный полк - 1/,2/,3/699-й пехотный полк - 342-й быстрый батальон - 1/,2/,3/342-й артиллерийский полк - 342-й инженерный батальон - 342-й батальон связи - Подразделения поддержки дивизии | - 9-я армия: - 78-я пехотная дивизия - 1/14-й штурмовой полк (6 рот) - 2/178-й артиллерийский полк - 1/195-й штурмовой полк (6 рот) - 3/178-й артиллерийский полк - 1/215-й штурмовой полк (6 рот) - 1/178-й артиллерийский полк - 178-й быстрый батальон - 178-й инженерный батальон - 178-й батальон связи - Подразделения поддержки дивизии - 83-я пехотная дивизия (большая часть дивизии на обучении) - 1/,2/,3/251-й пехотный полк - 1/,2/,3/257-й пехотный полк - 1/,2/,3/547-й пехотный полк - 183-й быстрый батальон - 1/,2/,3/,4/183-й артиллерийский полк - 183-й инженерный батальон - 183-й батальон связи - Подразделения поддержки дивизии - XXXIX танковый корпус: - 2-я танковая дивизия - 2/3-й танковый полк - 1/,2/,3/2-й моторизованный полк - 1/,2/,3/304-й моторизованный полк - 703-я батарея штурмовых орудий - 38-й противотанковый дивизион - 2-й мотоциклетный батальон - 1/,2/,3/74-й артиллерийский полк - 38-й батальон связи - 38-й инженерный батальон - Подразделения поддержки дивизии - 102-я пехотная дивизия - 1/,2/84-й пехотный полк - 2/,3/232-й пехотный полк - 2/,3/233-й пехотный полк - 102-й противотанковый дивизион - 102-й велосипедный батальон - 1/,2/,3/,4/102-й артиллерийский полк - 102-й инженерный батальон - 102-й батальон связи - Подразделения поддержки дивизии - 129-я пехотная дивизия (только 1 полк присутствует) - 216-я пехотная дивизия - 1/,2/,3/384-й пехотный полк - 1/,2/,3/396-й пехотный полк - 216-й быстрый батальон - 1/,2/,3/,4/216-й артиллерийский полк - 216-й инженерный батальон - 216-й батальон связи - Подразделения поддержки дивизии - 337-я пехотная дивизия - 1/,2/,3/313-й пехотный полк - 1/,2/,3/688-й пехотный полк - 1/,2/,3/690-й пехотный полк - 337-й быстрый батальон - 1/,2/,3/337-й артиллерийский полк - 337-й инженерный батальон - 337-й батальон связи - Подразделения поддержки дивизии - XXVII армейский корпус: - 6-я пехотная дивизия (1 полк отделен) - 1/,2/18-й пехотный полк - 1/,2/37-й пехотный полк - 1/,3/58-й пехотный полк - 6-й противотанковый дивизион - 6-й велосипедный батальон - 1/,2/,3/6-й артиллерийский полк - 1/42-й артиллерийский дивизион - 6-й инженерный батальон - 6-й батальон связи - Подразделения поддержки дивизии - 129-я пехотная дивизия (подчинена 6-й дивизии) - (1 полк придан) - 1/,2/,3/427-й пехотный полк - 2/,3/428-й пехотный полк - 1/,2/430-й пехотный полк - 129-й противотанковый дивизион - 129-й велосипедный батальон - 1/,2/,3/,4/129-й артиллерийский полк - 129-й инженерный батальон - 129-й батальон связи - Подразделения поддержки дивизии - 72-я пехотная дивизия - 1/,2/,3/105-й пехотный полк - 1/,2/,3/124-й пехотный полк - 1/,2/,3/266-й пехотный полк - 72-й противотанковый дивизион - 172-й велосипедный батальон - 1/,2/,3/,4/172-й артиллерийский полк - 72-й инженерный батальон - 72-й батальон связи - Подразделения поддержки дивизии - 95-я пехотная дивизия - 1/,2/,3/278-й пехотный полк - 1/,2/,3/279-й пехотный полк - 1/,2/,3/280-й пехотный полк - 195-й быстрый батальон - 1/,2/,3/,4/195-й артиллерийский полк - 195-й инженерный батальон - 195-й батальон связи - Подразделения поддержки дивизии - 256-я пехотная дивизия - 1/,2/,3/456-й пехотный полк - 1/,2/476-й пехотный полк - 1/,2/,3/481-й пехотный полк - 256-й быстрый батальон - 1/,2/,3/,4/256-й артиллерийский полк - 256-й инженерный батальон - 256-й батальон связи - Подразделения поддержки дивизии - Группа Бурдаха - 251-я пехотная дивизия - 1/,2/,3/451-й пехотный полк - 1/,2/,3/459-й пехотный полк - 1/,2/,3/471-й пехотный полк - 251-й быстрый батальон - 1/,2/,3/,4/251-й артиллерийский полк - 251-й инженерный батальон - 251-й батальон связи - Подразделения поддержки дивизии - 9-я танковая дивизия - 1/,2/10-й моторизованный полк - 1/,2/11-й моторизованный полк - 9-й моторизованный разведывательный батальон - 1/33-й танковый полк - 1/,2/,3/102-й артиллерийский полк - 287-й армейский зенитный батальон - 60-й противотанковый дивизион - 60-й моторизованный батальон связи - 60-й моторизованный инженерный батальон - Подразделения поддержки дивизии - 6-я пехотная дивизия (1 неизвестный полк) - 14-я моторизованная дивизия - 1/,2/,3/11-й моторизованный полк - 1/,2/,3/53-й моторизованный полк - 14-й противотанковый дивизион - 54-й мотоциклетный батальон - 1/,2/,3/,4/14-й артиллерийский полк - 14-й батальон связи - 14-й инженерный батальон - Подразделения поддержки дивизии - XXIII армейский корпус: - 86-я пехотная дивизия - 1/,2/,3/167-й пехотный полк - 1/,2/,3/184-й пехотный полк - 1/,2/,3/216-й пехотный полк - 186-й быстрый батальон - 1/,2/,3/,4/186-й артиллерийский полк - 186-й инженерный батальон - 186-й батальон связи - Подразделения поддержки дивизии - 1-я танковая дивизия (состав неизвестен) - 110-я пехотная дивизия - 1/,2/,3/252-й пехотный полк - 1/,2/,3/254-й пехотный полк - 1/,2/255-й пехотный полк - 110-й противотанковый дивизион - 110-й велосипедный батальон - 1/,2/,3/,4/110-й артиллерийский полк - 110-й инженерный батальон - 110-й батальон связи - Подразделения поддержки дивизии - 206-я пехотная дивизия (несколько незначительных отрядов) - 1/,2/,3/301-й пехотный полк - 1/,2/,3/413-й пехотный полк - 206-й быстрый батальон - 1/,2/,3/,4/206-й артиллерийский полк - 206-й инженерный батальон - 206-й батальон связи - Подразделения поддержки дивизии - 253-я пехотная дивизия - 1/,2/,3/453-й пехотный полк - 1/,2/,3/464-й пехотный полк - 1/,2/,3/473-й пехотный полк - 253-й стрелковый батальон - 253-й быстрый батальон - 1/,2/,3/,4/253-й артиллерийский полк - 253-й инженерный батальон - 253-й батальон связи - Подразделения поддержки дивизии - 12-я танковая дивизия - 1/,2/29-й танковый полк - 1/,2/,3/5-й моторизованный полк - 1/,2/,3/25-й моторизованный полк - 2-й противотанковый дивизион - 22-й мотоциклетный батальон - 1/,2/,3/2-й артиллерийский полк - 2-й батальон связи - 32-й инженерный батальон - Подразделения поддержки дивизии - 20-я танковая дивизия (несколько незначительных отрядов) - 1/,2/59-й моторизованный полк - 20-й моторизованный разведывательный батальон - 21-й танковый батальон - 1/,2/,3/92-й артиллерийский полк - 92-й противотанковый дивизион - 92-й моторизованный инженерный батальон - 92-й моторизованный батальон связи - Подразделения поддержки дивизии - XLI танковый корпус: - 8-я кавалерийская дивизия СС «Флориан Гайер» - 1/,2/,3/,4/1-й кавалерийский полк СС - 1/,2/,3/,4/2-й кавалерийский полк СС - 1/,2/,3/,4/3-й кавалерийский полк СС - Тяжёлый кавалерийский эскадрон СС - Батарея штурмовых орудий СС - Противотанковый дивизион СС - Велосипедный батальон СС - Зенитный батальон СС - 1/,2/Артиллерийский полк СС - Батальон связи СС - Моторизованный инженерный батальон СС - Подразделения поддержки дивизии - 52-я пехотная дивизия - 1/,2/163-й пехотный полк - 1/,2/181-й пехотный полк - 1/,2/205-й пехотный полк - 152-й противотанковый дивизион - 152-й велосипедный батальон - 1/,2/,3/,4/152-й артиллерийский полк - 152-й инженерный батальон - 152-й батальон связи - Подразделения поддержки дивизии - 246-я пехотная дивизия - 246-й дивизионный батальон - 1/,2/,3/404-й пехотный полк - 1/,2/,3/689-й пехотный полк - 246-я противотанковая батарея - 246-я велосипедная рота - 1/,2/,3/246-й артиллерийский полк - 246-й инженерный батальон - 246-й батальон связи - Подразделения поддержки дивизии - 2-я авиаполевая дивизия - 1/,2/,3/,4-й батальоны - противотанковый дивизион (3 роты) - артиллерийский дивизион (3 батареи) - зенитный батальон (3 батареи) - инженерная рота - рота связи - VI армейский корпус: - 197-я пехотная дивизия - 1/,2/,3/321-й пехотный полк - 1/,2/332-й пехотный полк - 1/,2/347-й пехотный полк - 339-й дивизионный батальон - 1/,2/,3/229-й артиллерийский полк - 229-й разведывательный батальон - 229-й противотанковый дивизион - 229-й инженерный батальон - 229-й батальон связи - Подразделения поддержки дивизии - неизвестные подразделения 20-й танковой дивизии - 7-я авиационная дивизия - Штаб дивизии - 1/,2/,1/1-й парашютно-десантный полк - 1/,2/,1/2-й парашютно-десантный полк - 1/,2/,1/3-й парашютно-десантный полк - Транспортная эскадрилья (Staffel) - 7-й инженерный батальон - 7-й артиллерийский дивизион - 7-й пулемётный батальон - 7-й противотанковый дивизион - Мотоциклетный взвод - 330-я пехотная дивизия (1 неизвестный полк) - 328-я пехотная дивизия (подчинена 330-й дивизии) (1 неизвестный полк) - 205-я пехотная дивизия (неизвестные подразделения) - Группа Курта фон дер Шевалери (LIX армейский корпус) - II авиаполевой корпус - 3-я авиаполевая дивизия - 1/,2/,3/,4-й батальоны - противотанковый дивизион - артиллерийский дивизион - зенитный батальон - инженерная рота - Рота связи - Подразделения поддержки дивизии - 4-я авиаполевая дивизия: - 1/,2/,3/,4-й батальоны - противотанковый дивизион (3 роты) - артиллерийский дивизион (3 батареи) - зенитный батальон (3 батареи) - велосипедная рота - инженерная рота - рота связи - Подразделения поддержки дивизии - 6-я авиаполевая дивизия - 1-й, 2-й, 3-й, 4-й батальоны - противотанковый дивизион (3 роты) - артиллерийский дивизион (3 батареи) - зенитный батальон (3 батареи) - инженерная рота - рота связи - Подразделения поддержки дивизии - Приданы: - 8-я танковая дивизия - 1/,2/8-й моторизованный полк - 1/,2/28-й моторизованный полк - 8-й моторизованный разведывательный батальон - 1/10-й танковый полк - 1/,2/,3/80-й артиллерийский полк - 286-й армейский зенитный батальон - 43-й противотанковый дивизион - 84-й моторизованный инженерный батальон - 84-й моторизованный батальон связи - Подразделения поддержки дивизии - 20-я моторизованная дивизия (подчинена 8-й танковой дивизии) (неизвестные подразделения) - 18-я танковая дивизия (неизвестные подразделения) - 1-я моторизованная бригада СС: - 1/,2/,3/8-й пехотный полк СС Рейхсфюрер - 1/,2/,3/10-й пехотный полк СС Рейхсфюрер - Подразделения поддержки радиосвязи - Добровольческий корпус СС «Данмарк» (1-й датский) (приданы 1-й бригаде СС) (организация неизвестна) - 205-я пехотная дивизия (несколько незначительных отрядов) - 1/,2/,3/335-й пехотный полк - 1/,2/,3/353-й пехотный полк - 205-я противотанковая батарея - 205-й велосипедный эскадрон - 1/,2/,3/,4/205-й артиллерийский полк - 205-й инженерный батальон - 205-й батальон связи - Подразделения поддержки дивизии - Группа Вёлера: - 20-я моторизованная дивизия - 1/,2/,3/76-й моторизованный полк - 1/,2/,3/90-й моторизованный полк - 20-й противотанковый дивизион - 30-й танковый батальон - 20-й мотоциклетный батальон - 1/,2/,3/,4/20-й артиллерийский полк - 20-й батальон связи - 20-й инженерный батальон - Подразделения поддержки дивизии - 11-я танковая дивизия (неизвестные подразделения) - 291-я пехотная дивизия - 1/,2/504-й пехотный полк - 1/,2/505-й пехотный полк - 2/,3/506-й пехотный полк - 291-й велосипедный батальон - 1/,2/,3/,4/291-й артиллерийский полк - 291-й инженерный батальон - 291-й батальон связи - Подразделения поддержки дивизии |

### 7 июля 1943
- 2-я полевая армия
- 4-я полевая армия
- 2-я танковая армия
- 9-я полевая армия
- 3-я танковая армия
- Командование тыловой зоны группы армий «Центр»

### 15 июня 1944
- 2-я полевая армия
- 4-я полевая армия
- 9-я полевая армия
- 3-я танковая армия
- Командующий войсками вермахта в Белоруссии

После завершения Белорусской наступательной операции костяк группы армий «Центр» был разгромлен, и она фактически перестала существовать как единое целое, хотя формально существовала до конца войны.

### 12 марта 1945
- 1-я танковая армия
- 17-я полевая армия
- 4-я танковая армия

## В культуре
Владимир Высоцкий для спектакля театра на Таганке «Павшие и живые» в середине 1960-х годов написал песню «Солдаты группы „Центр“»:
По выжженной равнине —

За метром метр —

Идут по Украине

Солдаты группы «Центр».
На самом деле для наступления в 1941 году на Украине была задействована группа армий «Юг», а группа «Центр» действовала в основном в Белоруссии, Смоленской области и в направлении Москвы. Однако входившие в состав группы танковые части Гудериана участвовали в Киевском сражении. Сам Высоцкий объяснял своё решение фонетическими предпочтениями, так как слово «центр» напоминало звук оружейного затвора.